# Ninja

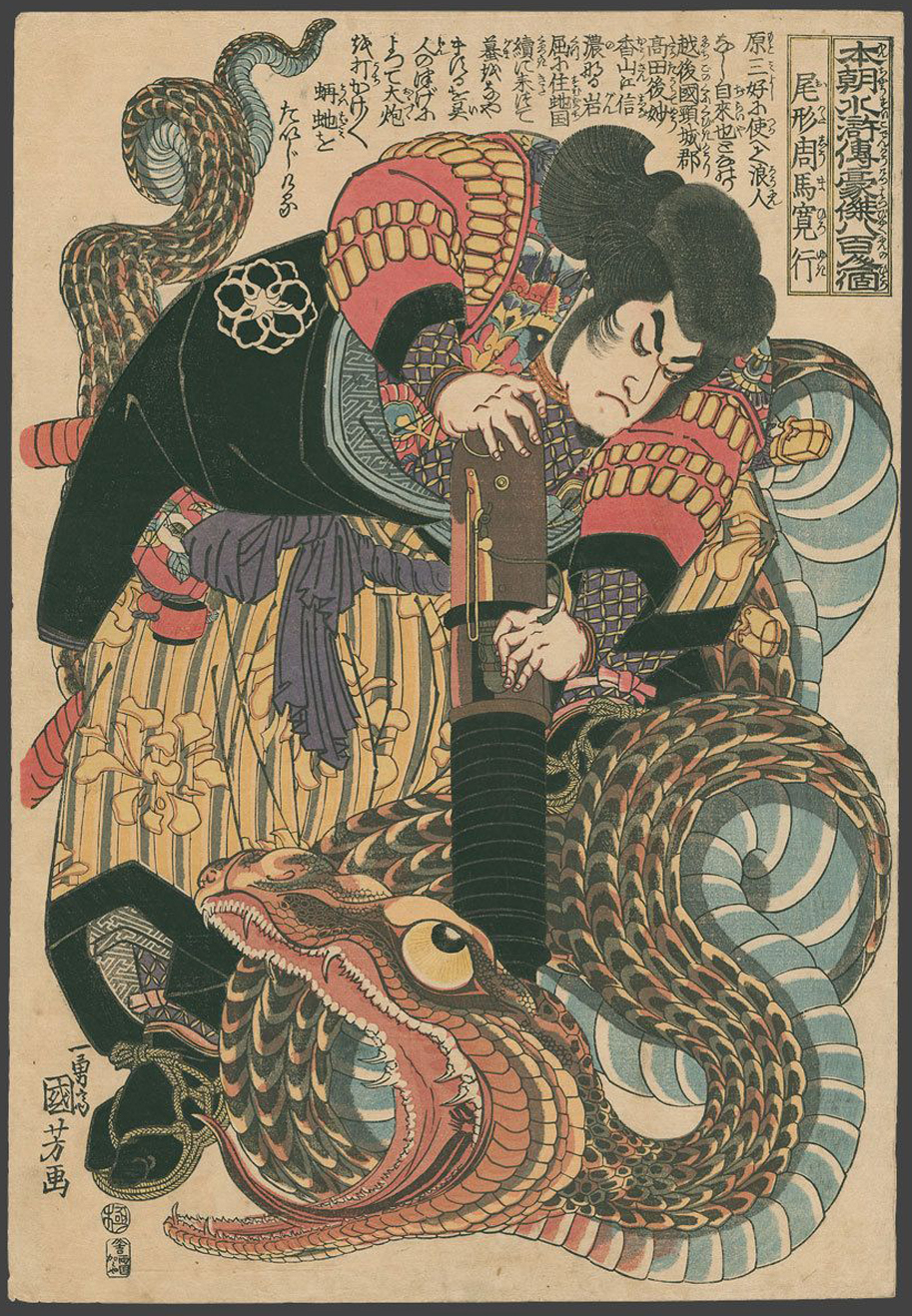
Jiraiya, ninja i personatge principal del conte Jiraiya Goketsu Monogatari, d'Utagawa Kuniyoshi.

Al Japó, els ninges (忍者, ninja o shinobi) eren un grup militar de mercenaris entrenats especialment en formes no ortodoxes de fer la guerra, en les quals s'incloïa l'assassinat, l'espionatge, el sabotatge, el reconeixement i la guerra de guerrilles, amb l'afany de desestabilitzar l'exèrcit enemic, obtenir informació vital de la posició de les seves tropes o aconseguir un avantatge important que podria ser decisiu en el camp de batalla.
Per als seus propòsits feien servir una àmplia gamma d'armes i artefactes com ara katanes, shuriken o cadenes, a més de ser experts en la preparació de verins, pocions i bombes. De la mateixa manera, eren entrenats en l'ús de l'art de la disfressa, que usaven sovint per passar desapercebuts segons la situació imperant en el lloc en què s'haguessin d'introduir, a diferència de la típica vestimenta amb la qual avui dia se'ls identifica.
Poques organitzacions militars han estat tan difoses i alhora tan incompreses com els ninges i gran part de la història d'aquest grup es basa en mites o exageracions, la qual cosa n'ha dificultat l'estudi i comprensió. Al llarg de la història, moltes morts ocorregudes en algun moment oportú van ser atribuïdes a aquest grup militar, però a causa de l'hermetisme de les seves missions és impossible de saber exactament el nombre de morts que van causar.
Els ninges van ser tan temuts com emprats pels caps militars perquè tenien una naturalesa totalment contrària als ideals dels samurais. En el cas dels samurais, el dàimio no podria exposar-los a treballs com l'espionatge o assassinats encoberts, pel fet que si eren descoberts la seva reputació quedaria malmesa. Per aquest motiu preferien contractar ninges, que generalment procedien de classes socials baixes, perquè fessin aquesta mena de feines.
Els orígens dels shinobi, una altra paraula usada per a referir-se a aquest grup militar, són incerts, encara que el seu antecedent més precís es troba en el segle vi de la nostra era i no va ser fins al segle xv quan es van poder identificar plenament les seves activitats i característiques. Igual que els samurais, van tenir el seu moment àlgid durant el període Sengoku, una etapa de gran inestabilitat i conflictes bèl·lics per la lluita del poder intern del país, que acabaria per establir el shogunat Tokugawa, època en què farien les seves últimes aparicions.

## Etimologia

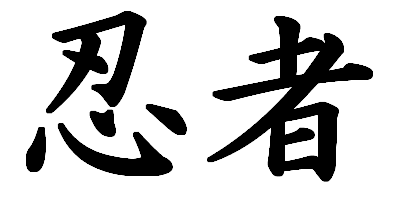
Els kanji de la paraula ninja.

La paraula ninja (忍者) és la lectura de tipus on'yomi dels kanji 忍 i 者, utilitzats en el terme original del japonès 'shinobi-no-mono (忍の者, shinobi-no-mono), el qual es feia servir per a referir-se als practicants del ninjutsu (忍术, ninjutsu) com a tàctica de guerra i no com a arts marcials, on nin (忍, nin) significa escapolir-se i jutsu (术, jutsu) significa: art, tècnica o destresa, de manera que junts el significat és el «art d'escapolir-se" o "art de la precaució".
La paraula ninja es va fer recurrent en la cultura popular posterior a la Segona Guerra Mundial i va prevaler sobre shinobi-no-mono o shinobi pel fet que era més fàcil de pronunciar per als occidentals.
En èpoques diferents i segons la zona, els ninges van rebre diferents noms. Els més representatius eren
| Per eres o períodes |                                     | Per regió        |                                                     |
| ------------------- | ----------------------------------- | ---------------- | --------------------------------------------------- |
| Període Asuka       | Shinobi (志能便)                    | Kioto / Nara     | Suppa (水破) Ukami (伺見) Dakkō (奪口)              |
| Període Nara        | Ukami (伺見)                        | Yamanashi        | Suppa (透破) Mitsu-no-mono (三ツの者)               |
| Període Sengoku     | Kanja (間者) Rappa (乱破)           | Niigata / Toyama | Nokizaru (軒猿) Kanshi (間士) Kikimonoyaku (聞者役) |
| Període Edo         | Onmitsu (隠密)                      | Miyagi           | Kurohabaki (黒はばき)                               |
| Era Taishō          | Ninjyutsusha (忍術者) Ninsha (忍者) | Aomori           | Hayamichi-no-mono (早道の者) Shinobi (陰術)         |
|                     |                                     | Kanagawa         | Kusa (草) Monomi (物見) Rappa (乱破)                |
|                     |                                     | Fukui            | Shinobi (隠忍術)                                    |

## Història

### Antecedents
Molts acadèmics situen l'origen dels ninges i el ninjutsu entre el 500 i el 300 aC com una adaptació dels preceptes xinesos establerts en el capítol 13 del llibre L'art de la guerra de Sun Tzu, que tracta sobre l'ús d'espies i mètodes d'espionatge, que posteriorment es van transformar en una filosofia pròpia, així com un codi de conducta anomenat ninpo, encara que no va ser sinó fins al segle vi que les tècniques d'espionatge van ser introduïdes al Japó quan el príncep Shōtoku emprà aquesta mena de sistemes per a conèixer els motius reals en disputes civils.
La introducció durant el període Heian (794-1185) del Omyodo, una pseudociència que incloïa l'art de l'endevinació i l'astrologia d'origen xinès, va suposar un gran suport per a la implantació del ninjutsu, pel fet que va ser fortament assimilat pels yamabushi i diferents guerrers al país. Va ser finalment a mitjan d'aquest període en què el ninjutsu s'implantaria definitivament, quan el clan Hattori va assumir el control de l'antiga província d'Iga (avui Prefectura de Mie) i estudià les tècniques directament dels yamabushi que vivien en el lloc, mitjançant les quals van establir les bases de l'Escola d'Iga de ninjutsu.
D'altra banda és important de ressaltar que altres autors difereixen d'aquest punt de vista. Per exemple, l'historiador britànic Stephen Turnbull considera que els ninges, com a membres d'una organització amb membres entrenats exclusivament en tasques d'espionatge i assassinats encoberts, sorgeixen a partir del segle xv.

### Activitats durant el shogunat Kamakura
Minamoto no Yoritomo, vencedor de les guerres Genpei, es va proclamar shogun (将军, shogun) el 1192, títol que fins llavors havia estat temporal, amb ell, es va establir un govern militar que duraria prop de 700 anys. L'establiment del shogunat va marcar l'inici de l'«època daurada del ninjutsu», la qual duraria pels següents quatre segles. Durant aquest període van sorgir 25 escoles diferents concentrades a les províncies d'Iga i Koga, que es van sumar a la més antiga de tot Japó: la Yoshitsune-ryū, fundada pel famós guerrer del clan Minamoto, Yoshitsune, anterior fins i tot a l'establiment del shogunat Kamakura (1180-1333). Una altra escola primerenca del ninjutsu, la Kusunoki-ryū, va ser fundada per Kusunoki Masashige a mitjan segle xiv. La principal diferència entre ambdues escoles anteriorment exposades era que la Yoshitsune-ryū s'enfocava en mètodes de lluita directa, mentre que la Kusunoki-ryū se centrava en activitats d'espionatge, tot i que totes dues donaven gran importància a l'atac per sorpresa.
Quan l'emperador Go-Daigo va intentar de recuperar el poder perdut durant l'establiment el shogunat com a figura màxima del país, inicià les guerres Nanbokuchō (1336-1392), període durant el qual van sorgir dos llinatges imperials que es consideraven legítims. És en el Taiheiki, una crònica d'aquest esdeveniment, en què es documenta l'actuació d'un ninja com la responsable que el castell Hachimanyama s'incendiés:
| «           | ...la caiguda d'aquest castell beneficiaria els enemics de la Cort del Sud […] Una nit, sota l'aixopluc de la pluja i el vent, Hachimayama va ser atrapat per un molt destre shinobi que li va calar foc al temple. | » |
| — Taiheiki. | |   |

Més endavant en el mateix document es troba una altra referència a les activitats dels ninges dins de fortificacions: "En 1367 […] Tadaoka Rokugoro Saemon eliminar un shinobi que s'havia introduït al castell Ototsu".

### Període Sengoku
Stephen Turnbull investigà les fonts històriques d'aquest període per a determinar si hi ha fonament per a creure en una tradició ninja. Conclogué que aquesta anomenada tradició ninja és una tradició inventada.
Una època decisiva en el desenvolupament d'aquest grup militar fou durant la guerra Ōnin (1466-1467), la qual va començar a causa d'una sèrie de disputes per la successió al shogunat Ashikaga, la qual va portar com a conseqüència una etapa de gran inestabilitat anomenada període Sengoku o «període dels Estats en guerra» (1467-1568). Va ser en aquesta època que els poderosos terratinents locals van prendre per si mateixos el nom de dàimio (大名) i en la contínua lluita de poder recórrer a l'ús del ninges per a fer-los servir en diverses tasques com kanchan (espies), teisatsu (exploradors), kisho (atacants per sorpresa) o korana (agitadors) en províncies enemigues.
Dues de les principals figures d'aquest període, Takeda Shingen i Uesugi Kenshin, que a més van ser llegendaris rivals, van recórrer a espies ninges per estar al corrent dels moviments del seu contrincant de manera recurrent.
És important de ressaltar que quan els ninges eren contractats com a mercenaris per a acompanyar l'exèrcit samurai, eren tractats amb molt de respecte, més encara quan es tractava de ninges professionals que passaven els seus amplis coneixements de generació en generació, com els de les províncies d'Iga i Koga, els quals gaudien de gran fama a tot el país.

#### Mesures preses en castells i mansions
Durant aquest període els principals dàimios, influenciats per les exageracions del mite dels ninges i amb l'afany d'evitar ser assassinats, van adoptar diverses mesures en els seus castells i mansions, moltes de les quals persisteixen fins als nostres dies. El castell Inuyama, per exemple, comptava amb portes corredisses a la part de darrere de les habitacions privades on sempre es trobaven alguns guàrdies preparats per a atacar. Els castells d'aquest període van ser construïts de tal manera que els visitants puguin ser vigilats així que travessaven la porta exterior del complex i a l'interior es prenien rígides mesures, com les del castell Nijo de Kyoto, en el qual es va dissenyar un pis especial anomenat «pis del rossinyol», on és pràcticament impossible de caminar sense que el pis grinyoli i emeti un so semblant al cant d'aquests ocells, cosa que alertava que hi havia un intrús en els passadissos.
Davant la presència del shogun hom va imposar als convidats que portessin uns pantalons molt llargs anomenats naga bakama, que cobrien els peus i la resta havia de ser arrossegat, cosa que feia pràcticament impossible de moure's amb facilitat i així disminuïen les probabilitats d'un intent d'assassinat.
Malgrat totes les mesures que es prenien, van ser pocs els dàimios que no es van enfrontar a intents d'assassinat, motiu pel qual vivien envoltats dels seus generals de més confiança, els quals no se separaven del seu senyor en cap moment, fins i tot es diu que en algun moment Takeda Shingen recomanà que també en la intimitat amb la dona un dàimio havia de tenir una daga a mà.

### Període Azuchi-Momoyama

#### Ninges d'Iga, Kōka i Ueno

Localització de les antigues províncies Iga, Mikawa i la ciutat de Sakai del Japó.

Els ninges més respectats i famosos eren els d'Iga, Kōka i Ueno, que van ser contractats per diferents dàimios entre 1485 i 1581 fins que Oda Nobunaga, un dels grans unificadors del Japó, va emprendre una campanya per a atacar les seves terres. Va ser tan ràpid l'atac que va fer, que en va assassinar prop de 4.000 i els supervivents van haver de fugir a altres províncies. Alguns van tenir la sort d'arribar fins a la província de Mikawa, on el dàimio Tokugawa Ieyasu, qui més tard es convertiria en la figura més poderosa del país, va ordenar que fossin tractats amb total respecte, per la qual cosa es van convertir en vassalls del clan Tokugawa i així van acabar els seus dies com a mercenaris.
Com a gran polític que era, Ieyasu aviat va veure la recompensa d'haver brindat asil als ninges d'Iga. El 1582 Nobunaga va morir traït per un dels seus generals anomenat Akechi Mitsuhide, quan aquest el va obligar a cometre seppuku durant l'incident de Honnōji. Ieyasu, que es trobava de visita a Sakai per tal només alguns dels seus principals generals, es va veure amb la difícil tasca de tornar a Mikawa, ja fos per mar o per terra, sota el risc de trobar-se amb els soldats del clan Akechi, que segurament ho superarien en gran nombre. Ieyasu va emprendre el camí de tornada via Iga auxiliat pels ninges locals, els quals es van enfrontar amb bandits i yamabushi que es van trobar en el camí. Segons el Mikawa no fudoki, Ieyasu va quedar tan agraït per la lleialtat mostrada per Hattori Sadanobu, que quan van arribar a la frontera d'Iga, li va regalar un wakizashi forjat pel famós Kunitsugu. Per a creuar Iga, a Ieyasu i els seus homes es van unir entre 200 i 300 homes de Tsuga, així com 100 de Koga juntament amb Hattori Hanza d'Iga, que va ser el guia fins que van arribar al seu destí final.
La mort de Nobunaga va ser venjada finalment per un altre dels generals que havia tingut sota el seu comandament: Toyotomi Hideyoshi, que va marxar amb el seu exèrcit cap a Kyoto i va vèncer a Akechi en la batalla de Yamazaki, del qual Hideyoshi s'establiria 20 anys com la màxima figura política i militar del país.
Quan Hideyoshi va derrotar el clan Hōjō tardà el 1590, Ieyasu va rebre els seus territoris com a recompensa. Ieyasu, en lloc d'establir el seu castell principal en Odawara com ho havien fet els Hōjō, va decidir establir-se a Edo, on va construir el castell Edo i va ser custodiat pels homes d'Iga que l'havien acompanyat. Edo fet i fet seria rebatejada com a Tòquio, convertint-se en la capital del país, a més que el castell es convertiria en el Palau Imperial.

#### Setge de Fushimi

Localització dels principals escenaris on participaren els ninges durant els períodes Azuchi-Momoyama i Edo.

Abans de morir, Hideyoshi havia nomenat el «Consell dels Cinc Regents» amb la finalitat que governessin a la seva mort i fins que el seu fill Hideyori tingués l'edat suficient per fer-se càrrec del país. Tokugawa Ieyasu, que havia servit primer sota les ordres d'Oda Nobunaga i sota les ordres del mateix Hideyoshi, a més d'haver estat nomenat com un dels «cinc regents», va començar a disputar el govern per a si, el que va dividir el país en dos grans bàndols, que s'enfrontarien en la batalla de Sekigahara, la batalla més gran que hi ha hagut en sòl japonès.
Els moviments preliminars van consistir en una sèrie d'atacs i setges a diversos castells com ara el de Fushimi que estava custodiat pel clan Torii, liderat per Torii Mototada. Les Forces de l'«Exèrcit de l'Oest», comandades per Ishida Mitsunari van començar l'atac el 27 d'agost de 1600, el qual és conegut com a Setge de Fushimi. Les forces de Mototada eren sobrepassades en gran nombre de manera que els esforços es van reduir a retardar el més possible l'exèrcit de Mitsunari amb l'objecte que Tokugawa Ieyasu tingués temps suficient de fugir i rearmar un exèrcit de grans proporcions. Per acomplir aquesta tasca, Mototada va comptar amb el suport de centenars de guerrers de Koga, alguns dins del castell mentre que d'altres feien «guerra de guerrilles» als voltants. Prop de cent d'aquests ninges van morir en els enfrontaments i una vegada que hi va haver acabat la batalla de Sekigahara, Ieyasu va oferir un servei per als seus esperits.

### Batalla de Sekigahara
La batalla de Sekigahara va començar a primeres hores d'un ennuvolat 21 d'octubre (15 de setembre segons l'antic calendari xinès) de 1600. La batalla es va allargar tot el dia i les úniques accions dels ninges en el camp de combat curiosament no van ser les de l'exèrcit d'Ieyasu, sinó l'actuació de shinobi al servei del clan Shimazu del domini de Satsuma, que lluitaven en contra de l'«Exèrcit de l'Est» de Tokugawa. Al final del combat, els samurais de Satsuma es van veure obligats a retirar-se abans que fossin atacats pels «dimonis vermells» de Li Naomasa per evitar la derrota. L'exèrcit de Satsuma va idear un pla, en el qual semblava que alguns elements s'endarrerien quan emprenien la retirada, però en realitat era un parany, ja que aquests eren tiradors experimentats. Quan Ii Naomasa es va acostar a un d'ells, aquest li va disparar tret al seu cavall i al moment de la caiguda se li va destrossar el colze esquerre. En aquest moment va aparèixer un altre ninja: Miura Yo'emon, vassall principal de Naomasa, que li va brindar ajuda mèdica i li va donar algun remei de color negrós per aturar el sagnat.

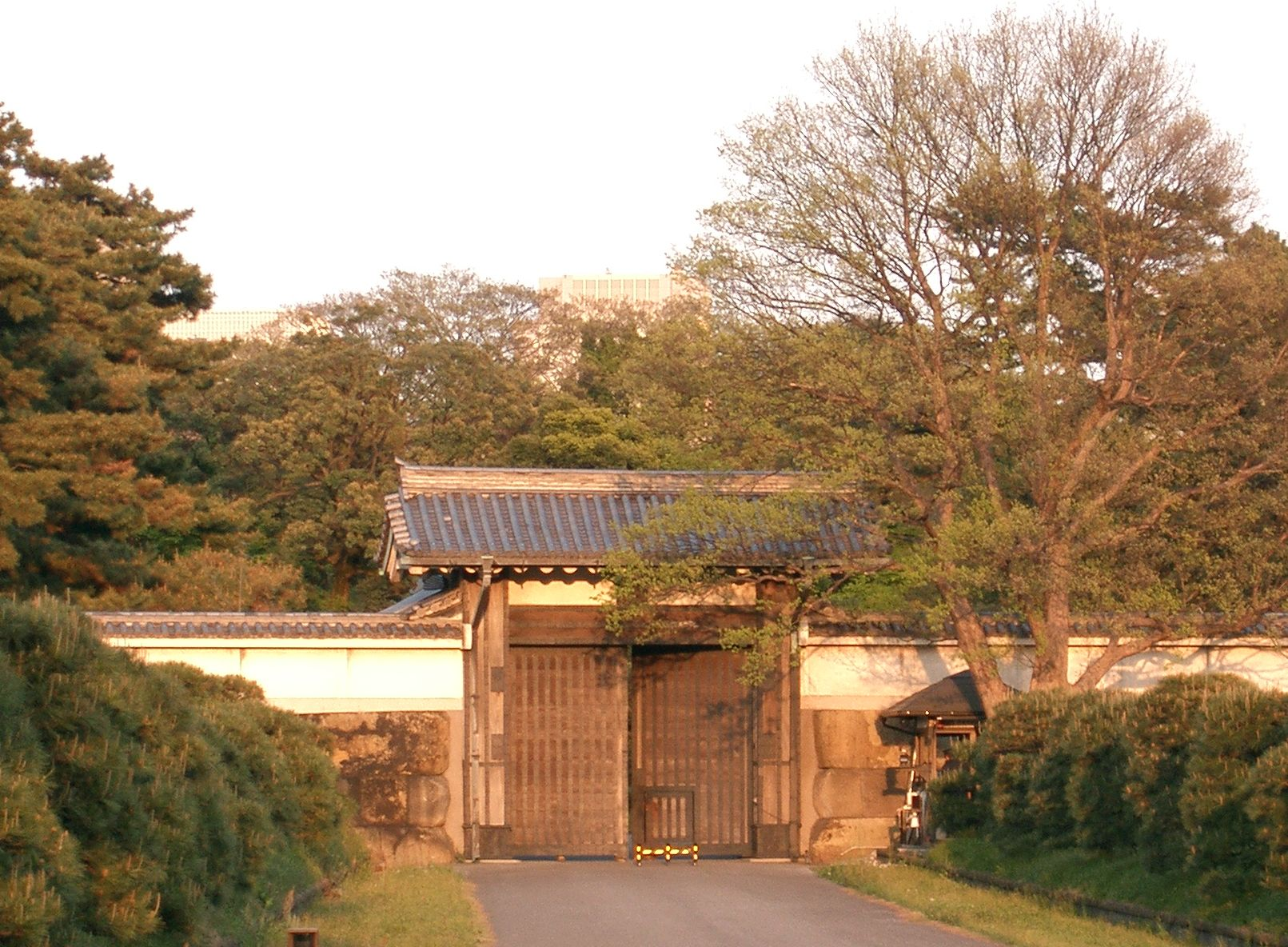
Hanzō Mon (Porta Hanzō) del castell Edo, anomenada així en honor del líder dels ninges, Hattori Hanzō, els quals foren designats a la guàrdia i seguretat del castell per Tokugawa Ieyasu.

### Shogunat Tokugawa
Després de l'ascens al poder d'Ieyasu una vegada guanyada la batalla de Sekigahara, s'establí el shogunat Tokugawa, que perduraria durant més de 250 anys. Durant aquest període l'activitat tant dels ninges com la dels samurais va decréixer en gran, motiu pel qual aquest període les arts marcials van patir un gran declivi, encara que va ser en aquest període on el mite del ninja va començar a créixer i es va barrejar amb diferents llegendes.
Ieyasu va emprar a alguns ninges per custodiar l'interior del castell, just on hi havia les habitacions de les seves concubines, mentre que el grup principal va estar encarregat de vigilar la seguretat de la porta exterior principal.

#### Setge d'Osaka
L'última amenaça real per al nou shogunat va tenir lloc quan Toyotomi Hideyori, ja d'edat adulta, va començar a reunir una força de rōnin i samurais enemics del shogunat al castell Osaka, de manera que Ieyasu, ja com a Ōgosho (大御所) i el seu fill Hidetada com a shogun, van començar la primera etapa del setge del castell l'hivern de 1614.
Tokugawa va recórrer novament a ninges tant d'Iga com de Koga, els quals estaven sota les ordres de Hattori Masanari i Yamaoka Kagetsuge respectivament.
La «campanya d'hivern» va acabar després que s'arribés a l'acord entre ambdues parts que el fossat del castell seria emplenat, no obstant Ieyasu va tornar de nou a l'estiu de 1615 per concloure la batalla. Els ninges que havien participat en la primera campanya havien tornat a Iga insatisfets amb la recompensa que havien obtingut, però van ser convocats de nou per a la «campanya d'estiu» per Miura Yo'emon, que demostrà que aquells que no eren part dels servents de Tokugawa encara eren uns mercenaris.
Finalment, amb la participació de ninges entre les tropes regulars, el castell va caure després d'arribar a un punt crític en la batalla de Tennoji, on Hideyori va cometre seppuku al mig del castell en flames.

#### Rebel·lió Shimabara
La majoria dels acadèmics concorden en què va ser durant la rebel·lió Shimabara del 1637, un aixecament armat de conversos catòlics, que els ninges van participar per última vegada de manera important. Durant el conflicte, prop de 40.000 rebels van ocupar el castell de Shimabara, a l'illa de Kyūshū. Un grup de ninges s'hi va introduir perquè tenien plans detallats de la construcció, ubicació de la fossa, robar contrasenyes i queviures. Van ser els ninges a més, que van confirmar que la situació dins del castell era crítica a causa de la manca d'aliments i provisions, per la qual cosa es va decidir realitzar l'atac final, on els rebels van ser vençuts.

### L'últim ninja
Els principals escriptors i investigadors en el tema asseguren que a causa del fet que la naturalesa del ninjutsu no era la d'un art marcial, sinó una tàctica de guerra i que a més els seus practicants eren experts en farmacologia, medicina, astrologia, espionatge així com la preparació d'explosius i no només en un aspecte esportiu, al dia d'avui seria pràcticament impossible que existissin veritables ninges. No obstant això, el director honorari del Museu d'Iga, Jinichi Kawakami, és considerat com l'últim veritable ninja, ja que és el vint-i-unè Soke del Koka-ryū hant (ninjutsu d'Iga i Koga).

## Reclutament i entrenament

### Reclutament
A partir del segle xv en endavant, diferents famílies de guerrers van començar a desenvolupar les seves pròpies tècniques d'espionatge i assassinat. Com moltes altres tradicions marcials al Japó, aquestes tècniques van ser transmeses de pares i fills o entre senseis i alumnes, encara que no sempre estaven emparentats. No obstant això, quan Ieyasu es va dur a Edo als homes d'Iga i Ueno, la font d'ensenyament es va acabar de manera que els dàimios locals van començar amb una "producció casolana" de ninja. Curiosament, durant el shogunat Tokugawa no es va prohibir el seu ensinistrament, tal com consta en edicte proclamat el 1649, on s'esmenta que només els dàimios amb ingressos superiors als 10.000 koku podrien comptar amb shinobi en els seus exèrcits.
L'estructura típica de les organitzacions de shinobi estava composta per tres rangs:
- Els líders (Jonin) són els que mantenien el contacte amb els interessats en els seus serveis i tancaven els tractes.
- Després hi havia els sublíders o Chunin.
- Finalment hi havia els agents o Genin, que són els que portaven a terme les tasques.

### Entrenament
A cada nen que creixia dins d'una família samurais s'esperava que de major fos també un guerrer, per la qual cosa gran part de la seva infància la dedicaven a practicar diferents arts marcials. Un samurai complet devia ser dretà si més no en l'ús de l'espasa, l'arc i la fletxa, la llança i posteriorment en l'ús d'armes de foc. De la mateixa manera, se'ls instruïa en l'ús d'aquestes armes mentre es muntava a cavall, a més que s'esperava que sabessin nedar i bussejar. Per a un nen d'una família de ninges el currículum era més extens i exigent: a més de l'anterior, es requeria que sabés l'ús i preparació d'explosius i verins, a més que se'ls entrenava en supervivència en camp obert.
Un aspecte de vital importància era el condicionament físic que rebien, ja que eren ensinistrats per poder escalar murs dels castells així com dominar les arts marcials, ja fos amb armes o sense. Com que la naturalesa del ninja era passar desapercebut, utilitzaven diferents disfresses de diferents professions, per a la qual cosa havien de tenir un vast coneixement dels rols de cada un per convèncer en "el seu paper", i estudiaven les maneres, el dialecte, els costums així com el context personal dels dirigents locals.
L'ensenyament ninja se centrava molt en el ninjutsu. Aquestes tècniques s'agrupen sota els diferents elements de la natural:
- Hitsuke - Pràctica de distreure els guàrdies per un incendi a certa distància des del punt previst dels ninges. Entra dins de les "tècniques de foc" (Katon-no-jutsu).[50]
- Tanuki-gakure - Pràctica l'escalada per un arbre i camuflar-se en el fullatge. Entra dins de les "tècniques de la fusta" (mokuton-no-jutsu).[50]
- Ukigusa-gakure - Pràctica d'ocultar-se sota una lemnàcia sota l'aigua per tal d'ocultar els moviments. Entra dins de les "tècniques d'aigua" (Suiton-no-jutsu).[50]
- Uzura-gakure - Pràctica del corbar-se en forma de bola i queda immòbil per tal de semblar com una pedra. Entra dins de les "tècniques de la terra" (doton-no-jutsu).[50]

## Ideologia
Des d'una edat primerenca, els joves ninges havien d'assimilar el concepte de la mort i perdre la por a morir a causa de la seva naturalesa i les tasques a les quals eren encomanats, un aspecte similar al de la filosofia del samurai i el bushido. Les diferències entre els dos grups esmentats anteriorment eren dos principalment:
- Els ninja no solien fer el seppuku, un suïcidi ritual que efectuaven els samurais per excel·lència. Mitjançant el seppuku es creia que qualsevol error, derrota o desgràcia podria ser esmenada en alliberar l'esperit.[47]
- El ninja havia d'acceptar com a vàlids i legítims els seus mètodes en una societat regida per l'idealisme i idealitzat amb el concepte samurai, la qual era completament contrària.[47] El codi del samurai incloïa abans de res, que els integrants d'ambdós bàndols estiguessin totalment visibles i d'aquesta manera es podria saber qui tenia l'honor de ser el primer a entrar al camp de batalla o qui era el primer a escalar un castell.[47] Per ser recognoscibles en el camp de batalla, les tropes samurais portaven banderes a la part posterior de la seva armadura. Enmig de la baralla, els esforços generalment se centraven a tallar el cap d'un rival digne per a presentar al seu dàimio com a trofeu, qui el recompensaria depenent de la importància i rang del rival.[47]

La batalla era molt diferent per a un shinobi: sense bandera que l'identifiqués, havia de penetrar al castell dies abans del setge i ocultar-se fins a trobar el moment oportú de calar foc a les torres, matar els guàrdies o al comandant mateix. Amb el treball complet, fugiria furtivament en l'anonimat.

### Els tres grans llibres del Ninjutsu
Entre els llibres tradicionals de ninjutsu que van ser escrits, sobresurten tres que han estat anomenats «Tres Grans Llibres de Ninjutsu». Tot i que la majoria dels llibres d'aquest tipus van ser escrits durant el període Edo, es creu que van ser divulgats de generació en generació a través de la tradició oral. Els Grans Llibres són:
- Mansenshūkai, escrit per Fujibayashi Yasutake, el qual integrar el ninjutsu practicat en Iga i Koka.
- Shoninki, escrit per Fujibayashi Masataka, el qual és el llibre tradicional del Kishu-ryū.
- Shinobi Hiden, escrit per Hattori Hanzo.

## Aparença

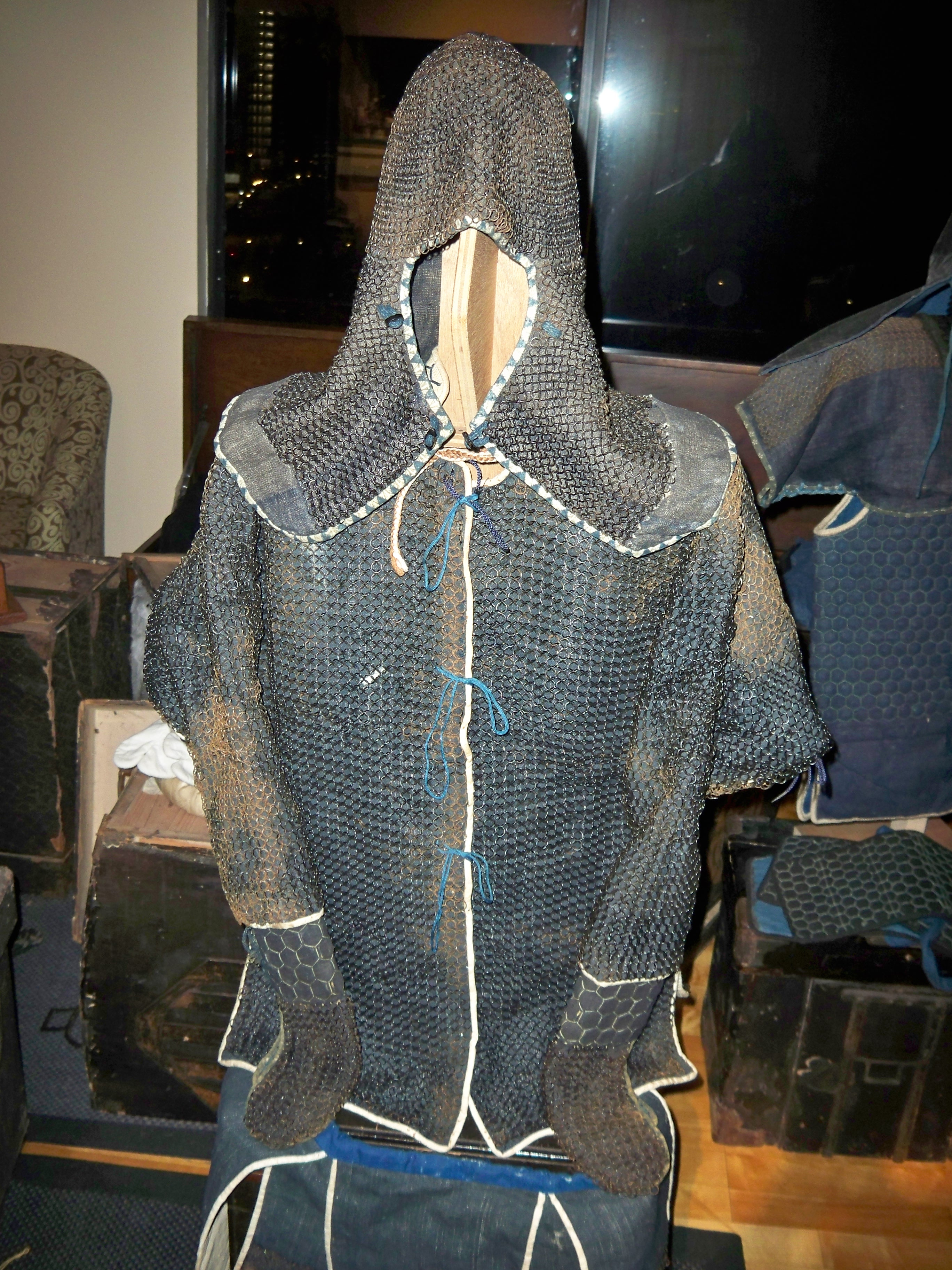
Antiga armadura ninja.

La vestimenta a la qual es recorre habitualment, completament de negre i que es dona com a certa generalment no té suport històric, més encara, es documenta que la finalitat dels ninges era camuflar amb l'enemic. El Buke Meimokusho relata:
| «                  | Ells viatjaven disfressats a altres territoris per jutjar quina era la situació de l'enemic, enganyarien amb l'afany de barrejar-se amb l'enemic per descobrir buits, introduir-se en els seus castells per incendiar o assassinarien, arribant en secret. | » |
| — Buke Meimokushi. | |   |

La referència més antiga que es compta al dia d'avui de ninges vestits tot de negre es troba a la il·lustració d'un llibre del 1801 on s'observa un ninja escalant un castell. Un aspecte que cal remarcar, és que probablement d'aquesta representació prové la imatge actual de la vestimenta ninja, que molt segurament va derivar d'una convenció artística molt recurrent al Japó, sobretot en el bunraku, on vestir un titella de negre donava la idea a l'espectador que no la podia veure. Els mateixos titellaires utilitzen vestimentes com les descrites amb la mateixa finalitat. De totes maneres, no és d'estranyar que durant incursions nocturnes, la vestimenta ideal fora de colors foscos, preferiblement blau marí. De la mateixa manera, durant les nevades en els hiverns del Japó el color preferible seria tot de blanc, a causa de la naturalesa ninja de camuflar-se amb l'entorn.

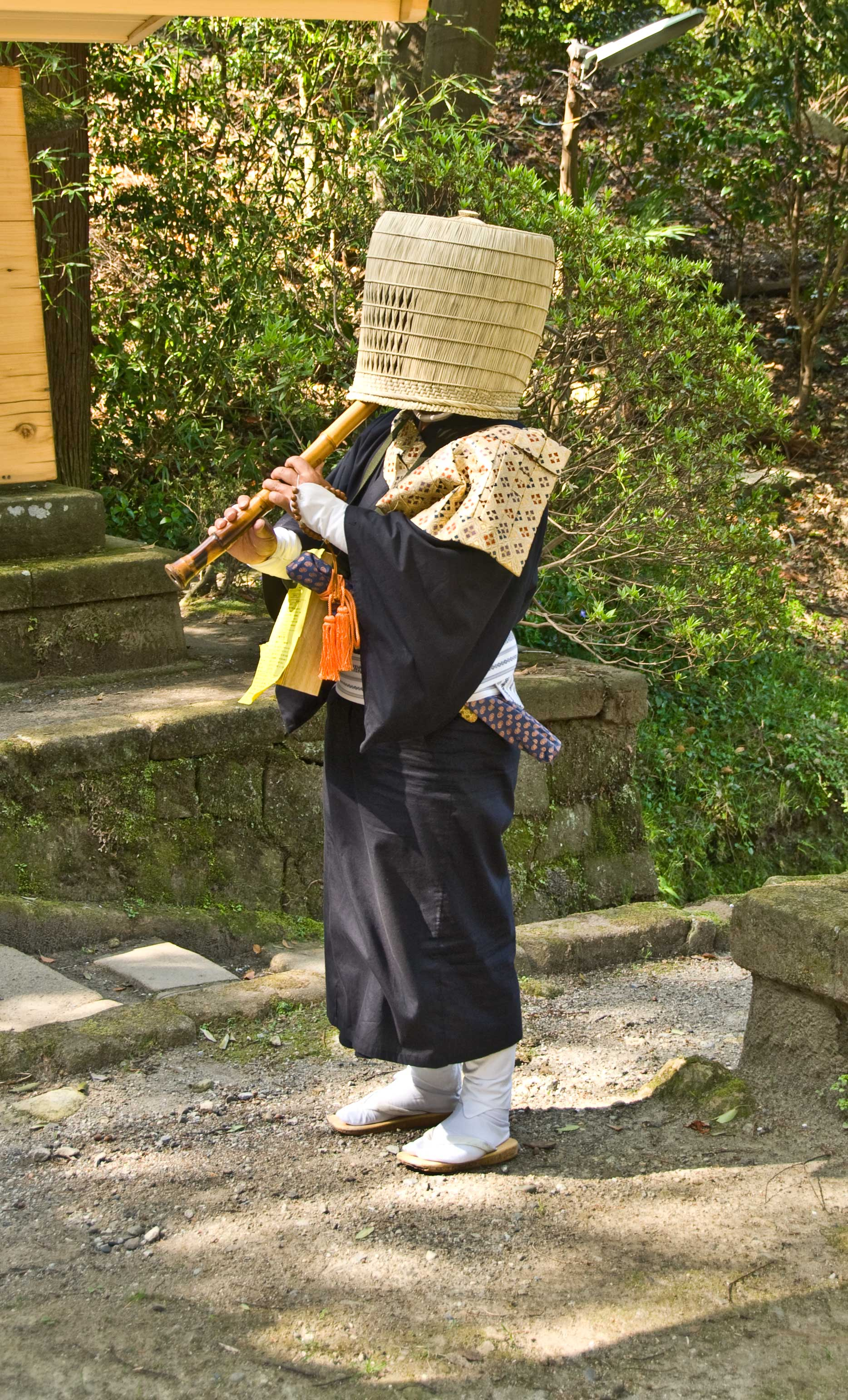
Disfressar-se de komusō podia resultar molt convenient pels ninges amb l'objectiu de passar desapercebuts.

La vestimenta més comuna era molt simple però dissenyada per cobrir les seves necessitats de llibertat de moviment. La jaqueta era molt similar a la que es fa servir actualment en el judo o el karate, però sense llaços o cordons per evitar que s'enganxessin a un objecte mentre escalaven o corrien. Els pantalons eren similars als que utilitzaven els samurais quan muntaven a cavall, els quals vestien juntament amb uns mitjons japonesos anomenats tabi i unes sandàlies anomenades waraji. La diferència principal amb la vestimenta dels samurais era que els shinobi utilitzaven una cogulla que cobria la meitat del rostre o només deixava al descobert els ulls. Sobre la vestimenta solien portar un tipus d'armadura lleugerament semblant a la utilitzada pels ashigaru.

### Disfresses
L'ús extensiu de disfresses és esmentat en diferents cròniques antigues del Japó. Si el ninja necessitava passar molt de temps analitzant les característiques de les tropes enemigues o les característiques defensives dels castells, el més convenient era disfressar-se com un komusō, una secta de monjos zen que tocaven el shakuhachi (una mena de flauta japonesa) i portaven una gran cistella al cap. Quan es requeria lliurar algun missatge personalment, la millor disfressa era la de yamabushi, monjos de les muntanyes que sovint eren convidats a fer pregàries i beneir les cases dels habitants. Així mateix, interpretar el paper d'un ballarí sarugaku o d'un titellaire podia ser molt útil per entrar en una ciutat fortificada o fins a les estances del dàimio i, encara que habitualment eren escorcollats a l'entrada, el simple fet de conèixer la disposició general dels murs i portes del castell resultaria informació summament valuosa per al rival.

## Armes i equipament
L'arma més important per a un ninja era la típica espasa japonesa coneguda comunament com a katana, també anaven amb una versió més curta i recta de l'usual, anomenada ninjatō o shinobigatana. Com que aquesta espasa podia ser usada tant ofensivament com defensivament, no hi havia necessitat d'utilitzar cap tipus d'escut i això facilitava que aquests guerrers viatgessin més lleugerament. A diferència dels samurais que solien portar-la al cinturó, a causa a la mobilitat que requerien els shinobi, l'espasa era portada a l'esquena, amb la Tsuka (mànec) propera a l'orella esquerra i el fil cap a fora.
Dins de l'arsenal d'un ninja hi havia una gran quantitat d'armes i artefactes diferents, entre ells els principals eren:

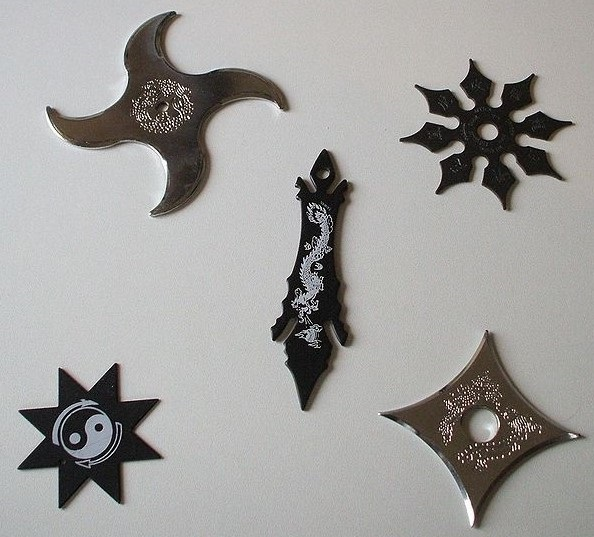
Les shuriken o «estrelles ninja» són les armes més identificades amb aquest grup militar.

- Corda per escalar amb 3 o 4 pics de metall[56] coneguts com a kanigawa.
- Shuriken (手里剣, Shuriken), coneguts comunament com a «estrelles ninja".[56]
- Explosius.[56]
- Verins i antídots.[56]
- Garrot.[57]
- Diverses pues conegudes com a toniki.[57]
- Sarbatanes amb dards verinosos anomenats fukiya.[57]
- Artells de metall coneguts com a shuko.[57]
- Cadenes o cordes amb un pes giratori conegudes com a kyotetsu Shogo.[58]
- Granades de magnesi.[59]
- Diferents bombes de fum anomenades endan i torinoko.[59]
- Puntxes que llançaven al pit o al rostre de l'enemic anomenats tetsubishi.[56]
- El kusarigama, el qual era una falç unida a una cadena.[41]
- Yumi, arcs plegables de mida molt menor als utilitzats comunament.[59]

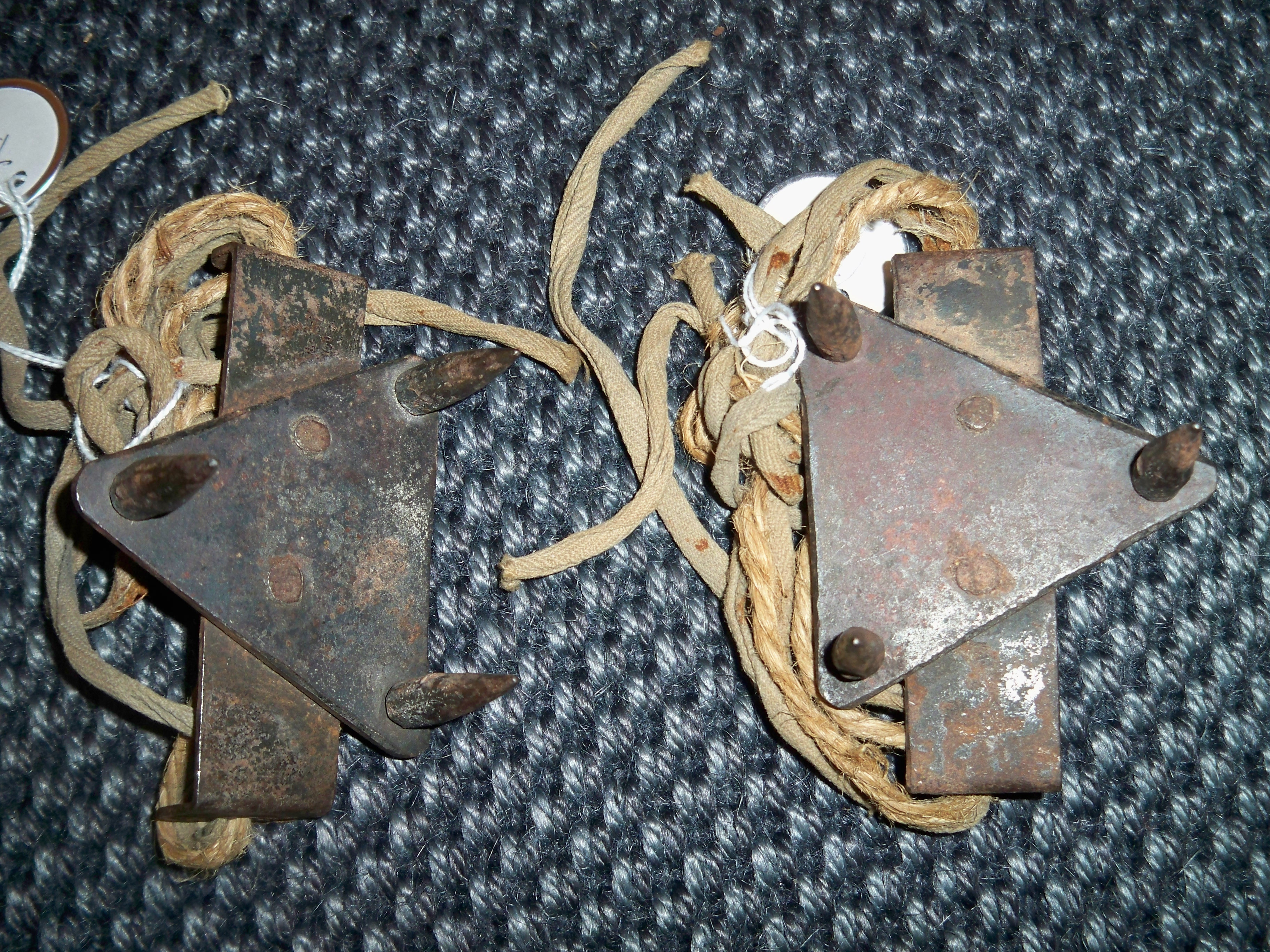
Ashiko.
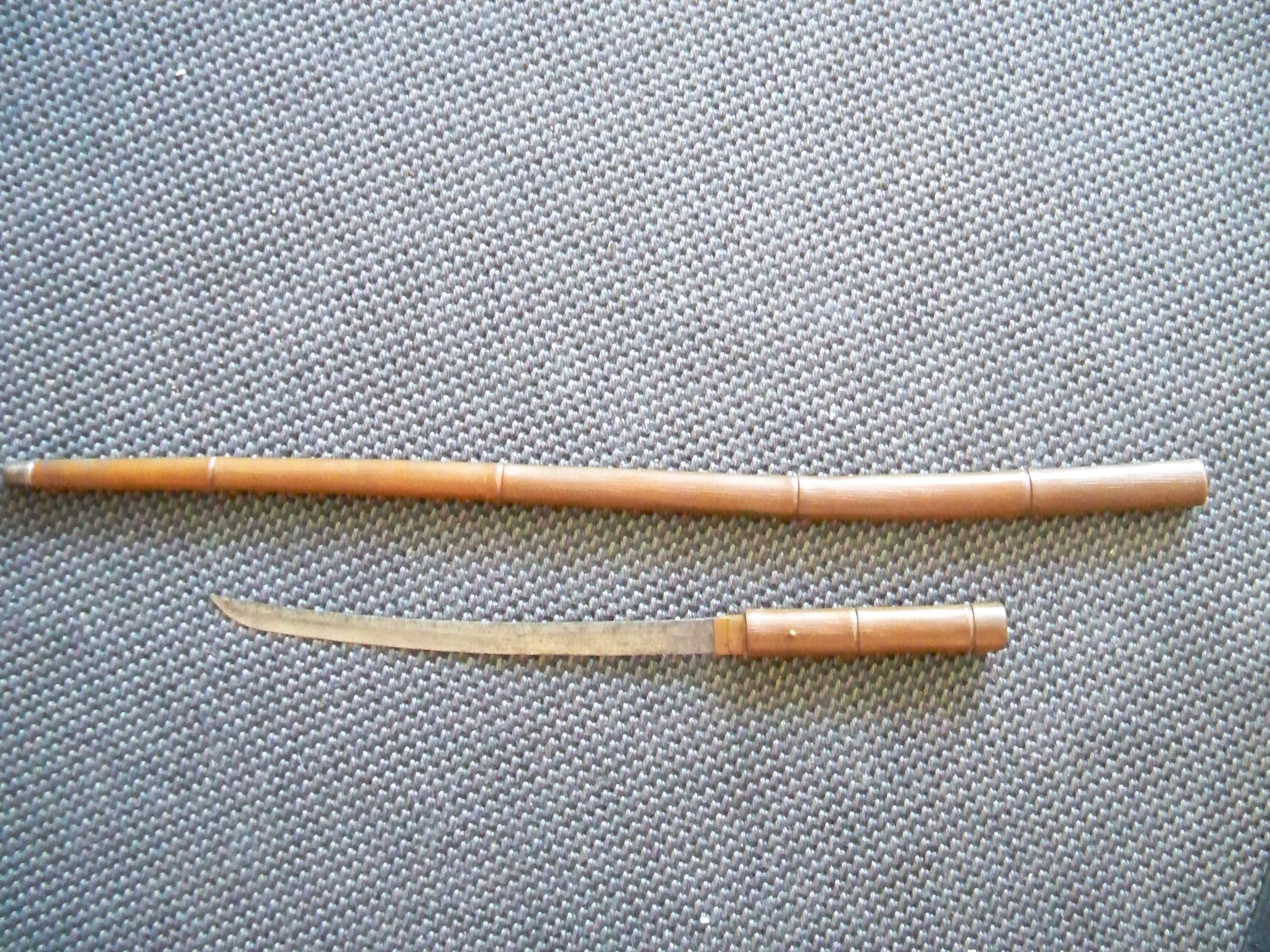
Shikomizue.
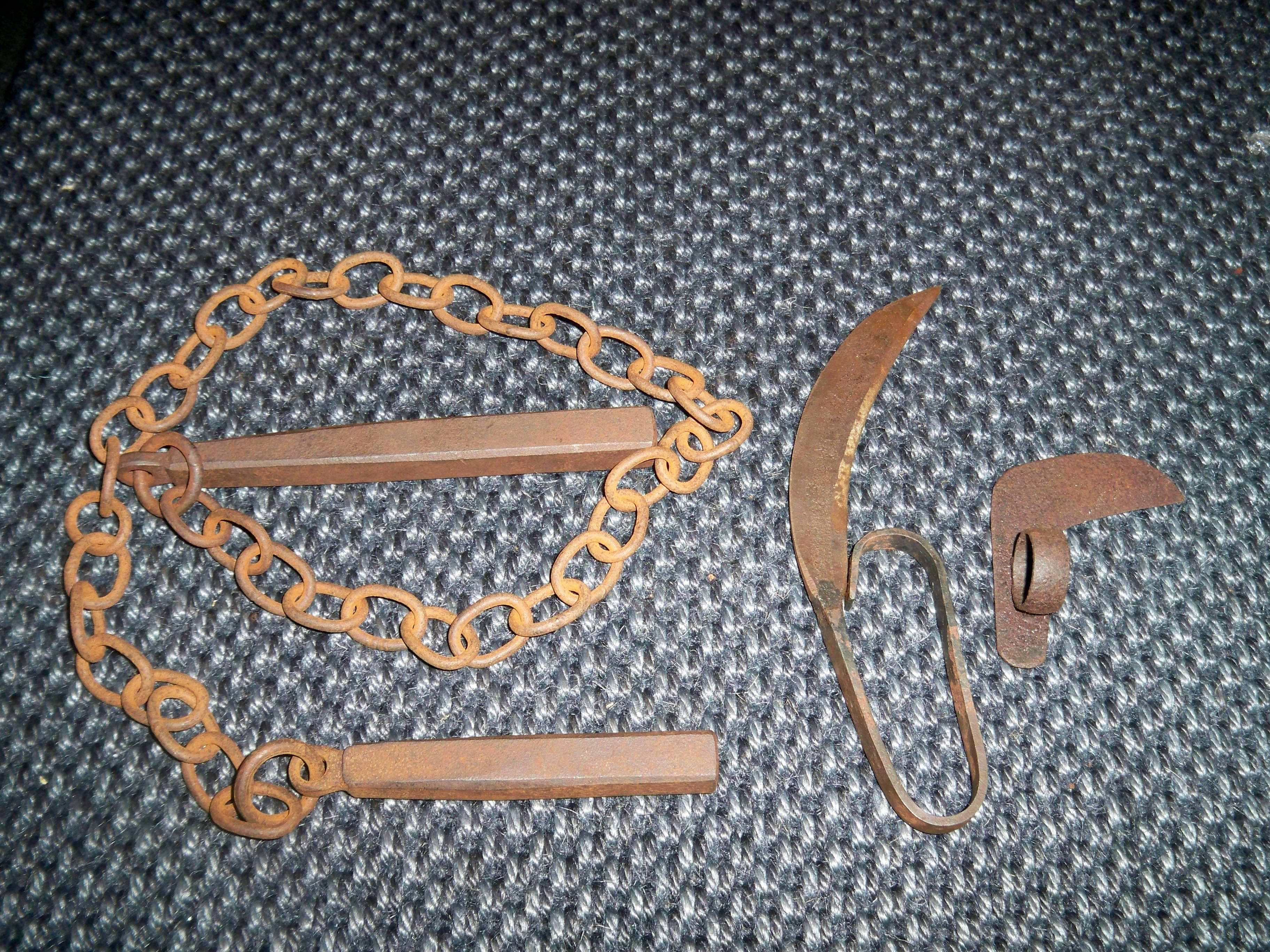
Različna orožja.
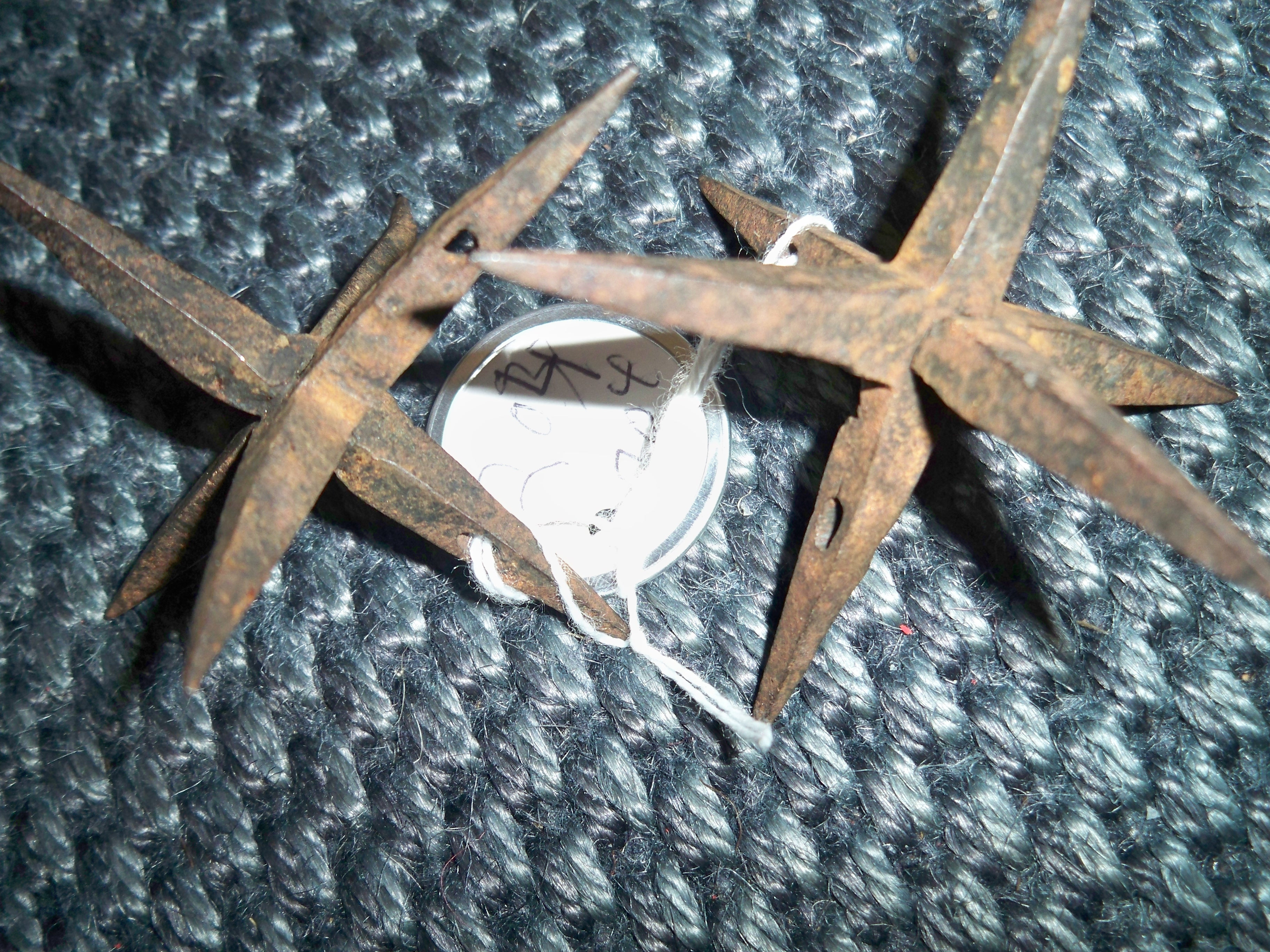
Makibishi.
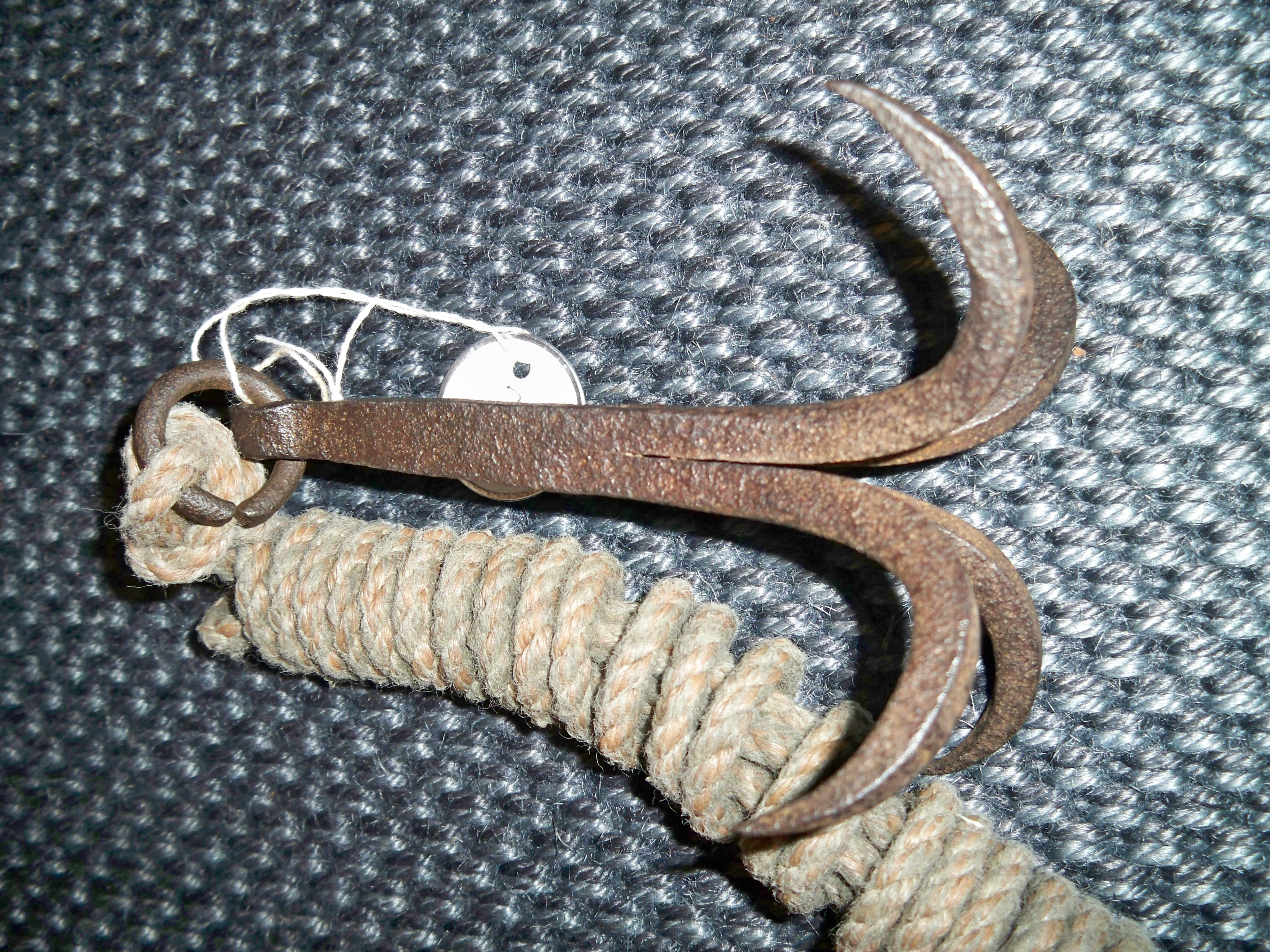
Kaginawa.
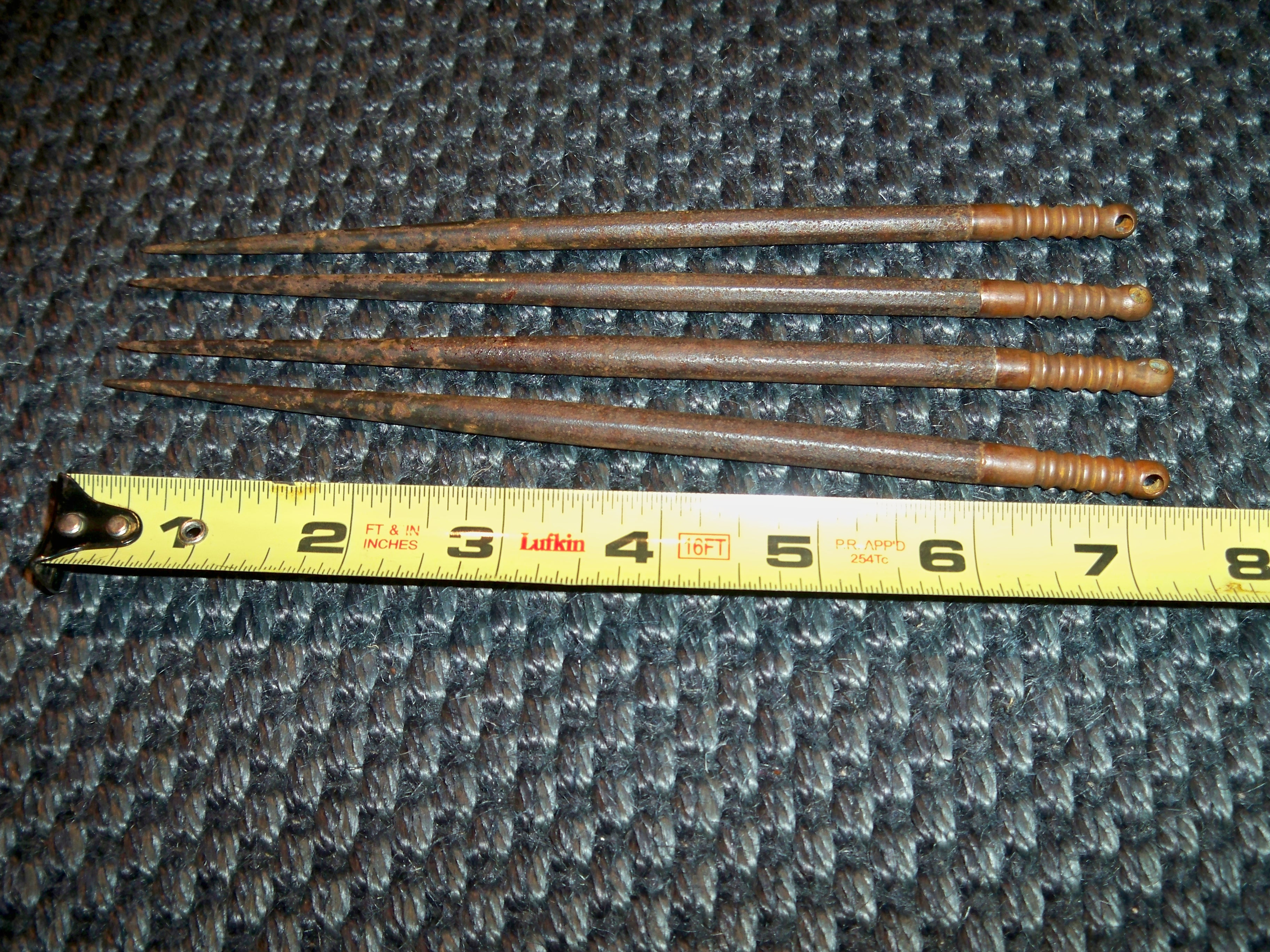
Shuriken.
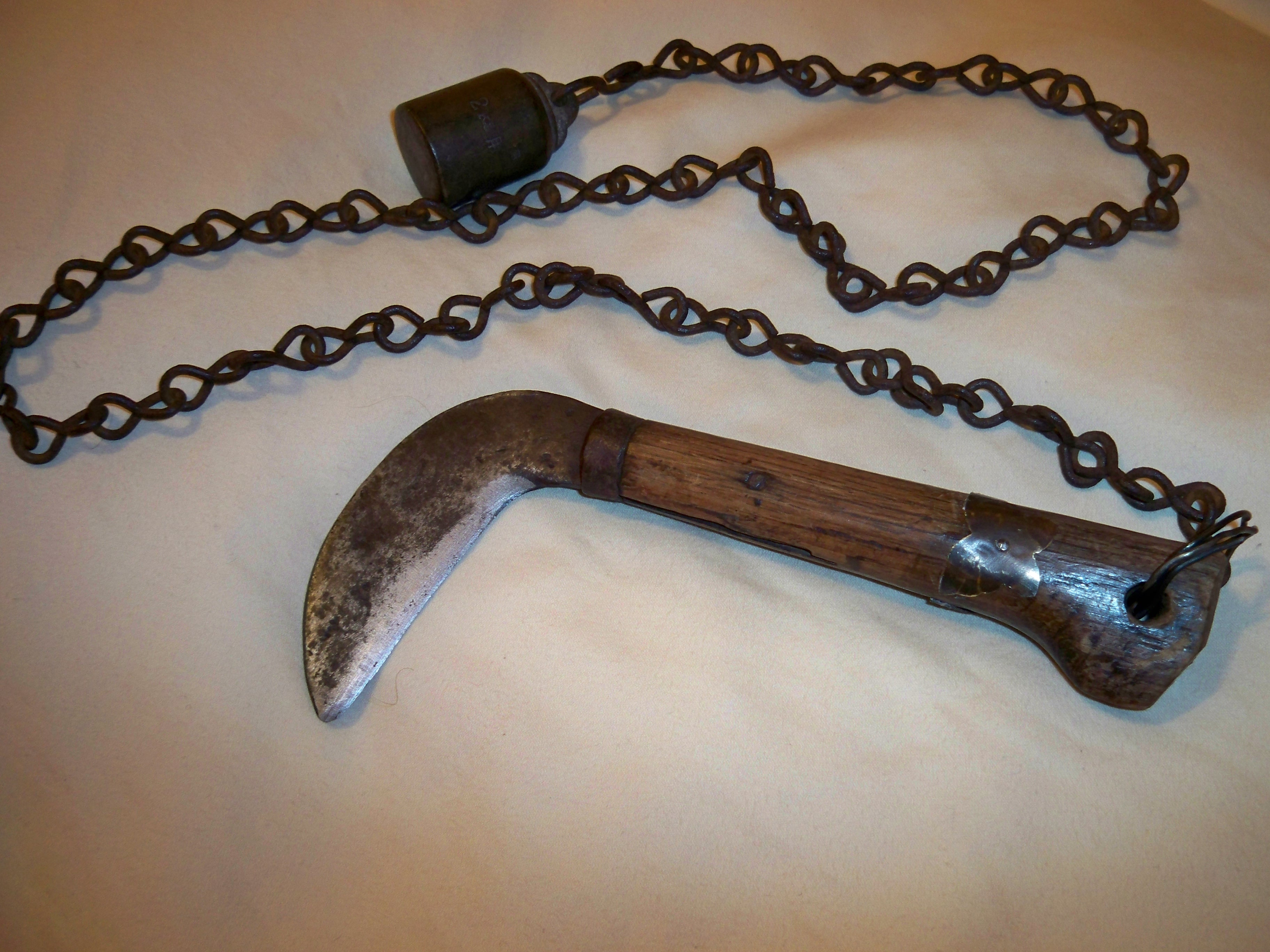
Kusarigama.
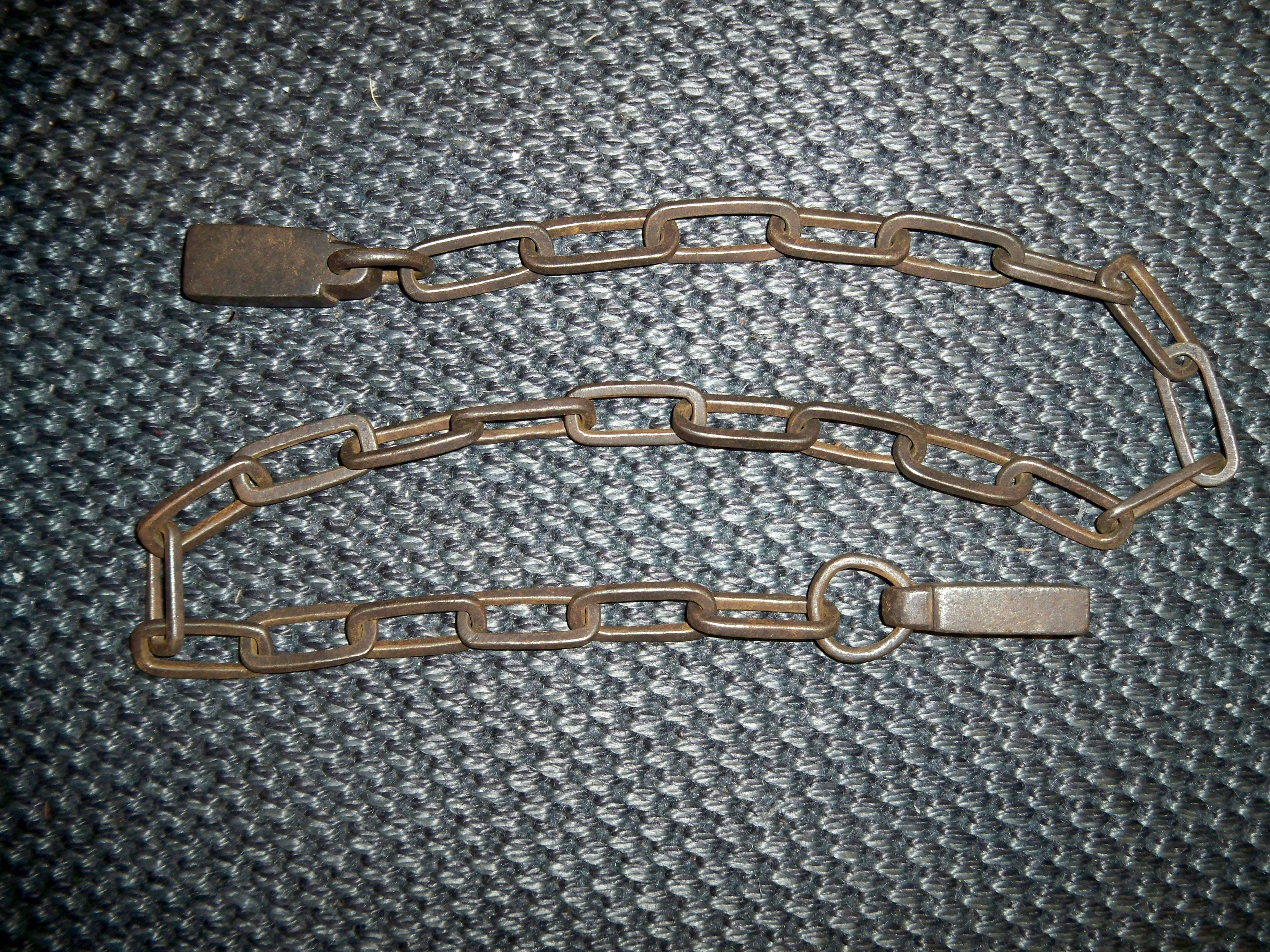
Manriki.
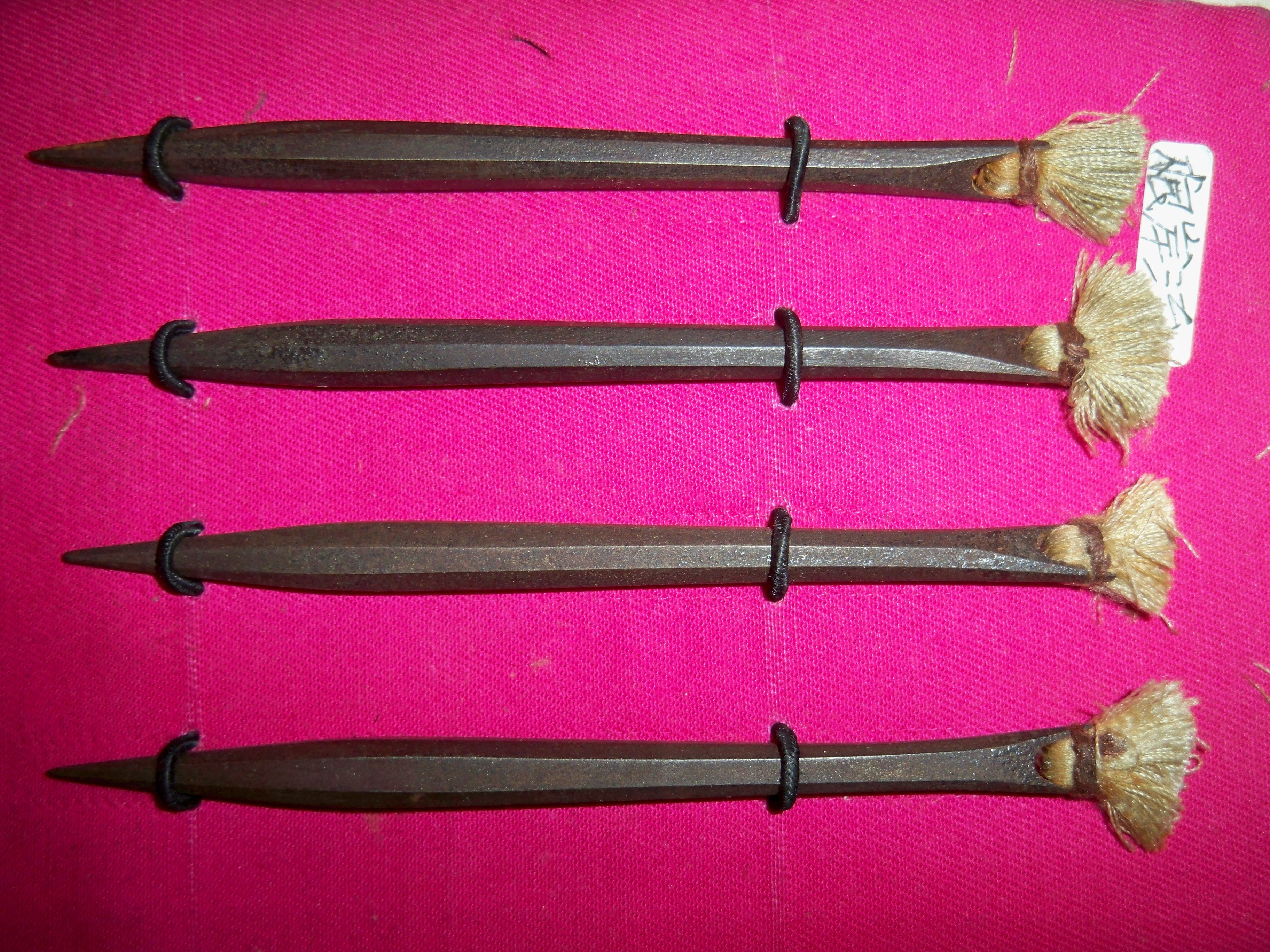
Shuriken.
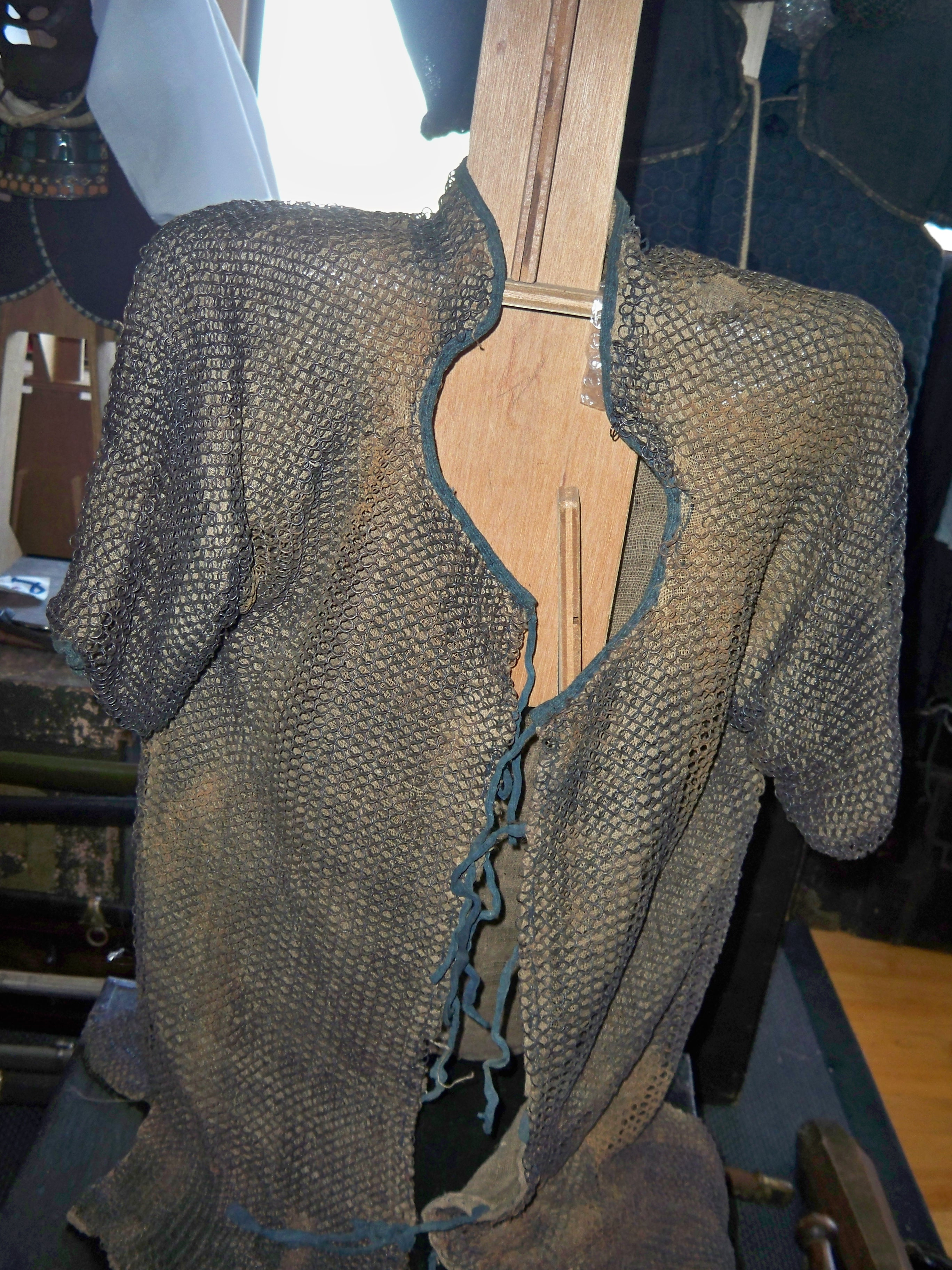
Kusari katabira.
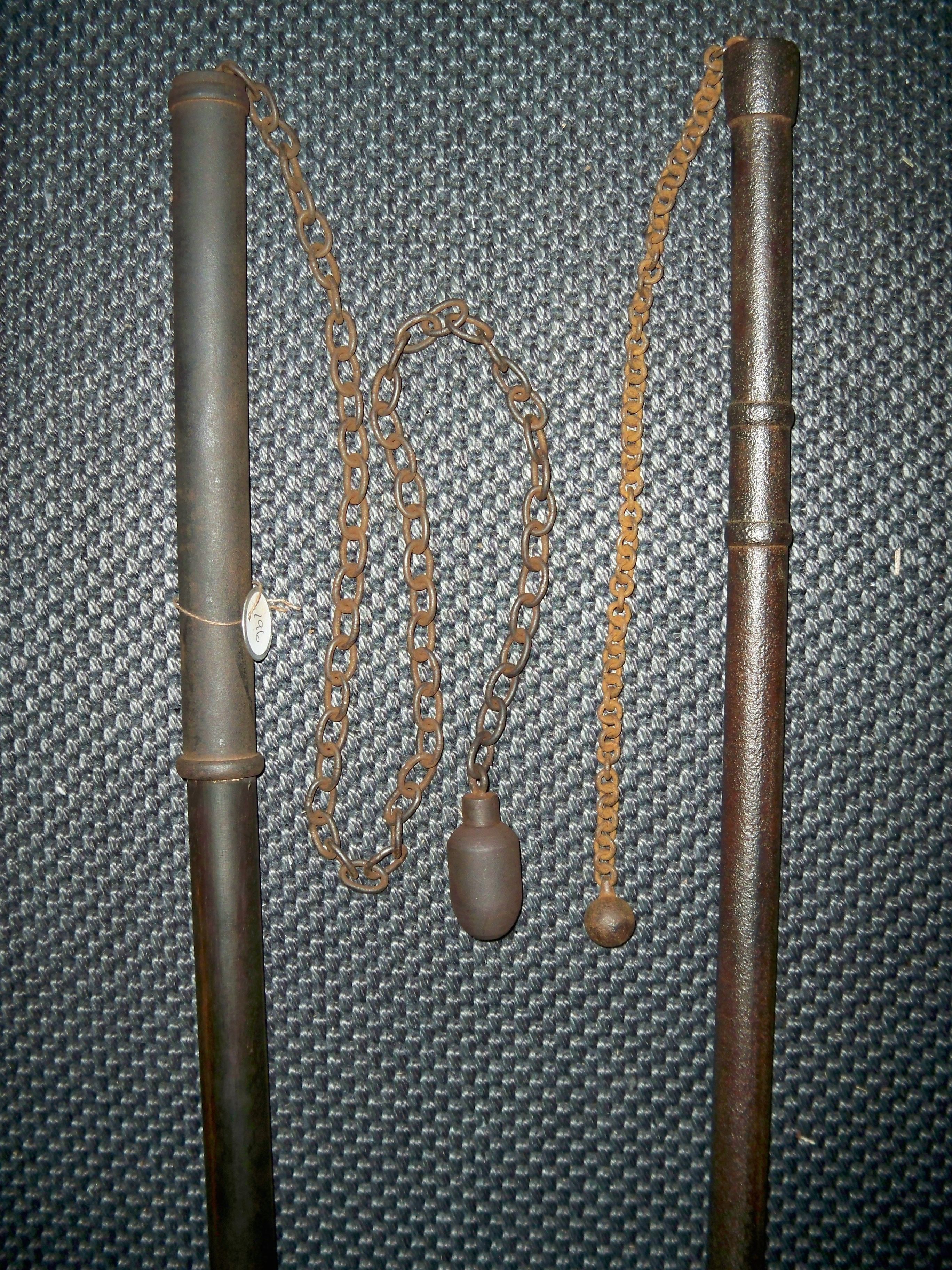
Chigriki.
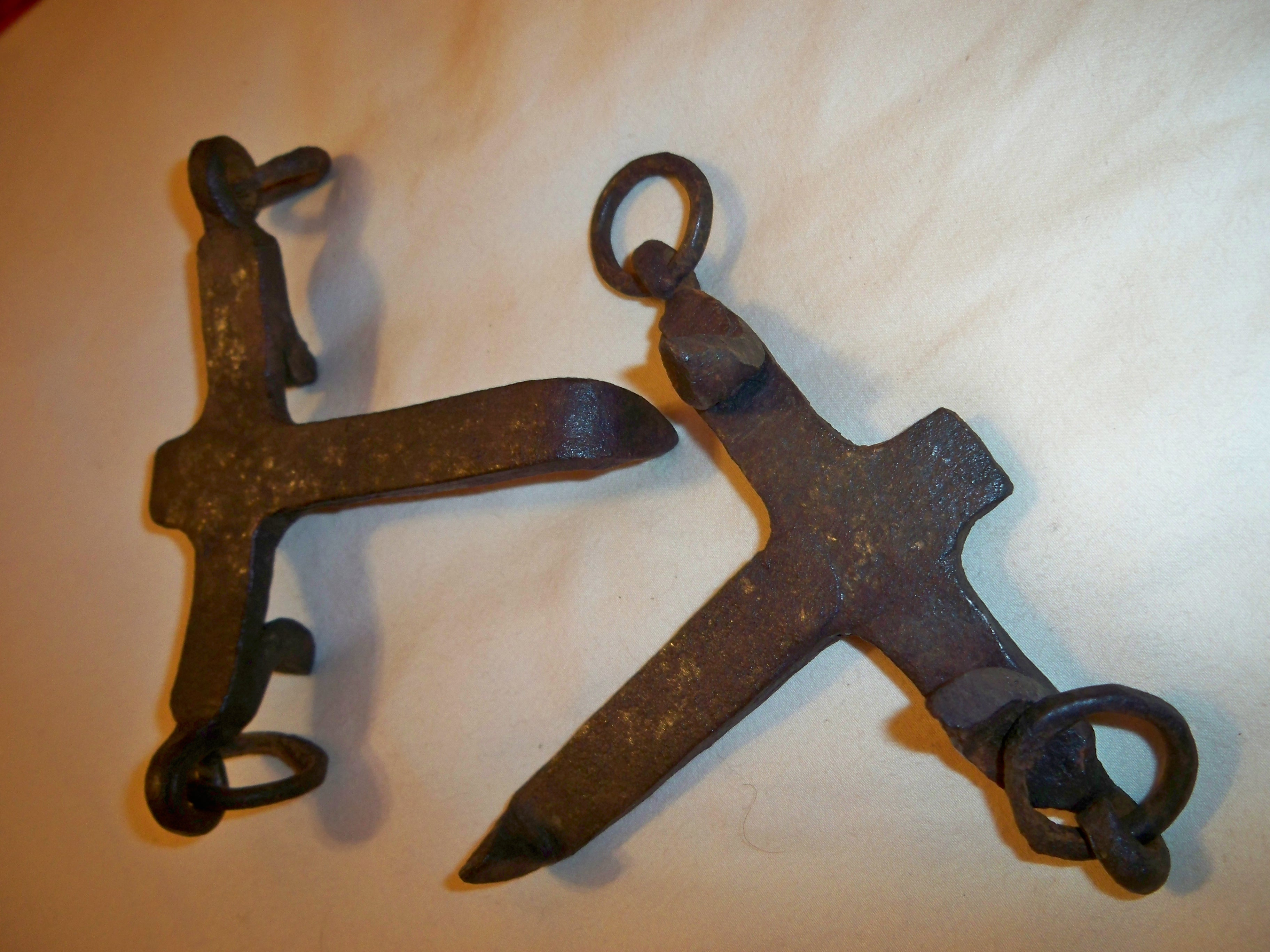
Ashiko.

### Lluita d'armes
La principal tècnica o art marcial que dominaven sense l'ús d'armes era la del jujutsu (柔术, Jujutsu lit. "L'art de la gentilesa"), encara que algunes escoles perfeccionaren mètodes específics, com la ryū Guokku, que va desenvolupar el yubijutsu, que consistia en l'ús del polze i la resta dels dits per colpejar punts vitals del cos humà. Una altra escola, la ryū Koto es va especialitzar en el Koppo, la qual se centrava a trencar els ossos del contrincant.

## Ninges de renom

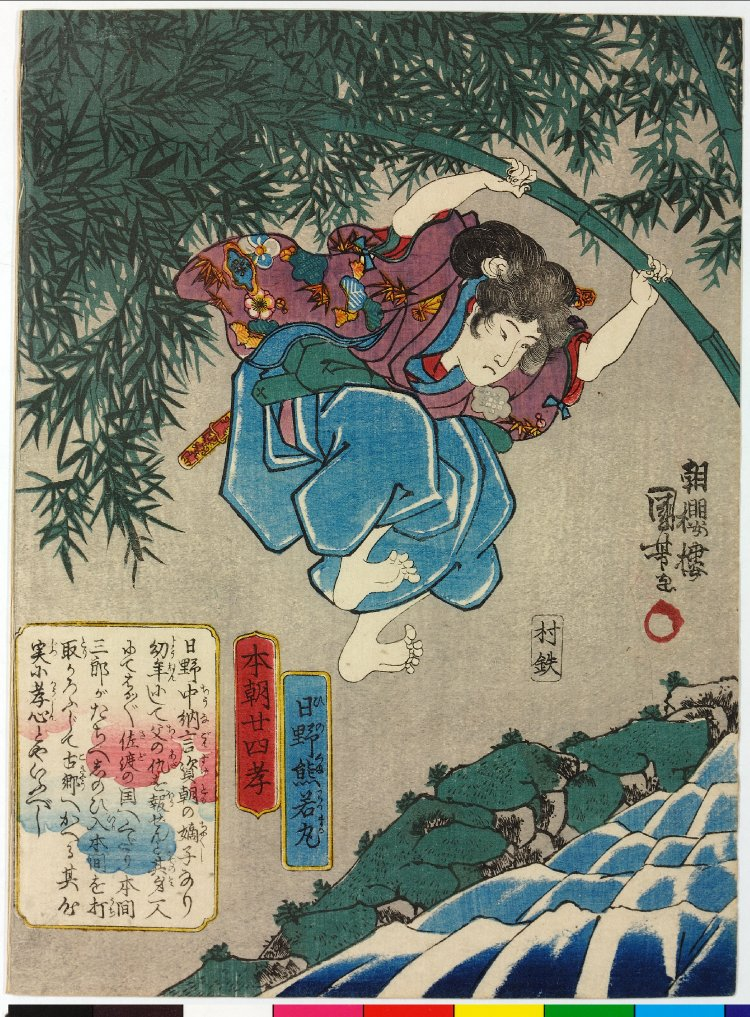
Kumawakamaru s'escapa dels seus perseguidors a través de balanceig del bambú en una fossa. Gravat en fusta sobre paper. Kuniyoshi, 1842-1843.

Al llarg de la història del Japó moltes persones han estat associades o identificades amb la figura del ninja, no obstant aquesta condició és difícil de provar per la mitificació que ha sofert, hi ha rumors que vinculen els famosos guerrers Kusunoki Masashige o Minamoto no Yoshitsune, tot i haver-hi poques evidències sobre aquestes afirmacions.
- Mochizuki Chiyome (segle xvi) - Esposa del Mochizuke Moritoki, crea una escola per a nenes, on s'ensenya les habilitats necessàries per ser una geisha, així com habilitats d'espionatge.[62]
- Fujibayashi Nagato (segle xvi) - Considerat com un dels tres grans jonin Iga, els altres dos són Hattori Hanzo i Momochi Sandayu, va escriure i va editar el Bansenshukai.
- Fuma Kotaro (m. 1603) - Assassí de Hattori Hanza, qui suposadament era el seu rival. L'arma ficctici Fuma Shuriken porta el seu nom.
- Hattori Hanza (1542-1596) - Samurai sota les ordres de Tokugawa Ieyasu. La seva ascendència a la província d'Iga, juntament amb manuals de ninjutsu publicats pels seus descendents han fer que algunes fonts el defineixin com un ninja.[63] Aquesta descripció és també comuna en la cultura popular.
- Ishikawa Goemon (1558-1594) - Suposadament, Goemon van tractar de degoteig verí a través d'un fil a la boca d'Oda Nobunaga des d'un amagatall al sostre,[64] però hi ha molts contes de fantasia sobre Goemon, i aquesta història no està confirmada.
- Kumawakamaru (Segles XIII - XIV) - Kumawakamaru sent un nen i el seu pare es van veure obligats anar a l'exili per l'ordre de mort del seu pare per part del Saburo Homma. Kumawakamaru, es venjà anys més tard matant-lo mentre dormia amb l'espasa del mateix Homma.[65]
- Momochi Sandayu (segle xvi) - Líder dels clans ninja d'Iga, que suposadament va morir durant l'atac d'Oda Nobunaga a la província d'Iga. Hi ha una certa creença que va escapar de la mort i va viure com un granger a la província de Kii.[66] Momochi és també una branca del clan Hattori.
- Yagyu Muneyoshi (1529-1606) - Espadatxí de renom de l'escola Shinkage Ryu. El net de Muneyoshi, Jubei Muneyoshi, va explicar en contes la condició del seu avi com a ninja.[67]

## Dones guerreres
Dins dels diferents clans ninja, algunes dones eren entrenades per fer tasques d'espionatge i reconeixement, les quals eren conegudes com a kunoichi (くノ一, Kunoichi), per la qual cosa l'entrenament d'aquestes era conegut com a kunoichi no jutsu. Les kunoichi no portaven un entrenament tan estricte com el dels homes en l'aspecte físic, ja que la seva arma principal era el de la seducció i la seva bellesa.
Aquestes dones guerreres només rebien instruccions bàsiques del ninjutsu, sobretot pel que fa al taijutsu (defensa personal sense armes), bōjutsu (ús del bō), tantōjutsu (ús del tant, una mena de punyal japonès), yarijutsu (ús de la yari o llança) i nipó kenjutsu (mètodes de combat amb l'espasa), tots ells buscant contrarestar la superioritat física de l'adversari. La principal base de la seva educació s'enfocava en aprendre l'ús i preparació de verins, l'engany i també treure partit dels encants del seu gènere, d'aquesta manera es buscava que les dones fossin capaces d'introduir-se en el castell enemic ja fos com a acompanyants, servents o ballarines.

## Mites

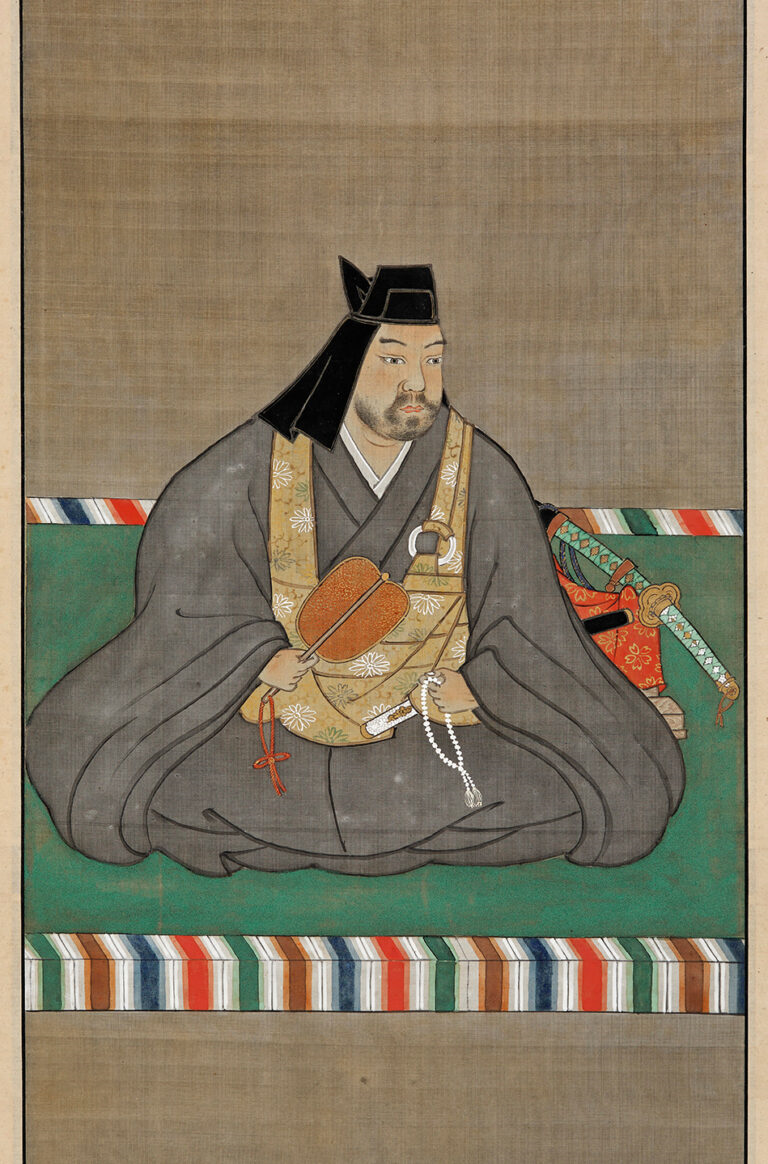
Durant molt de temps la mort del poderós dàimio Uesugi Kenshin va ser adjudicada a un ninja que, segons la llegenda, el va atacar quan aquest es trobava al bany.

A mesura que va avançar el shogunat Tokugawa, amb el declivi tant dels ninges com dels samurais, van començar a créixer la llegenda dels invencibles guerrers samurais i els ninges amb poders sobrenaturals.
Moltes persones creien que els shinobi eren una mena de mags que llançaven conjurs i encanteris, que podien tornar-se invisibles, transformar-se en animals per escapar o fins i tot es deia que eren descendents dels tengu, éssers de la mitologia japonesa.
Durant molt de temps, un dels mites més difosos va tenir a veure amb la mort d'un dels dàimios més poderosos: la de Uesugi Kenshin. A causa del fet que la seva mort va passar en un moment summament crític de la història del Japó i que a més va ser bastant oportú per a les aspiracions polítiques i militars d'Oda Nobunaga, es va escampar la idea que havia estat el treball d'un ninja.
Es diu que mentre que Kenshin es trobava a la latrina, un ninja enviat per Nobunaga es trobava dins de la fossa esperant el moment oportú per atacar-lo. Segons la llegenda, just en el moment crucial el ninja li va clavar una espasa o una llança a l'anus. Aquest mite es desprèn d'un recull de la història del clan anomenada Kenshin Gunki, en la qual assegurava: "al novè dia del tercer mes (Uesugi Kenshin) va tenir un fort mal de panxa al bany. Malauradament, va persistir fins al tretzè dia quan va morir ". Més enllà del mite, una entrada al diari de Kenshin, escrita aproximadament un mes abans de l'incident, dona una clara pista del que li va passar en la realitat. Kenshin va fer una anotació en la qual va relatar que estava molt prim i que sentia un dolor al pit com una «bola d'acer», de manera que molts historiadors han deduït que en realitat Kenshin va morir a causa d'un càncer d'estómac, un patiment molt comú al Japó.

## Cultura popular

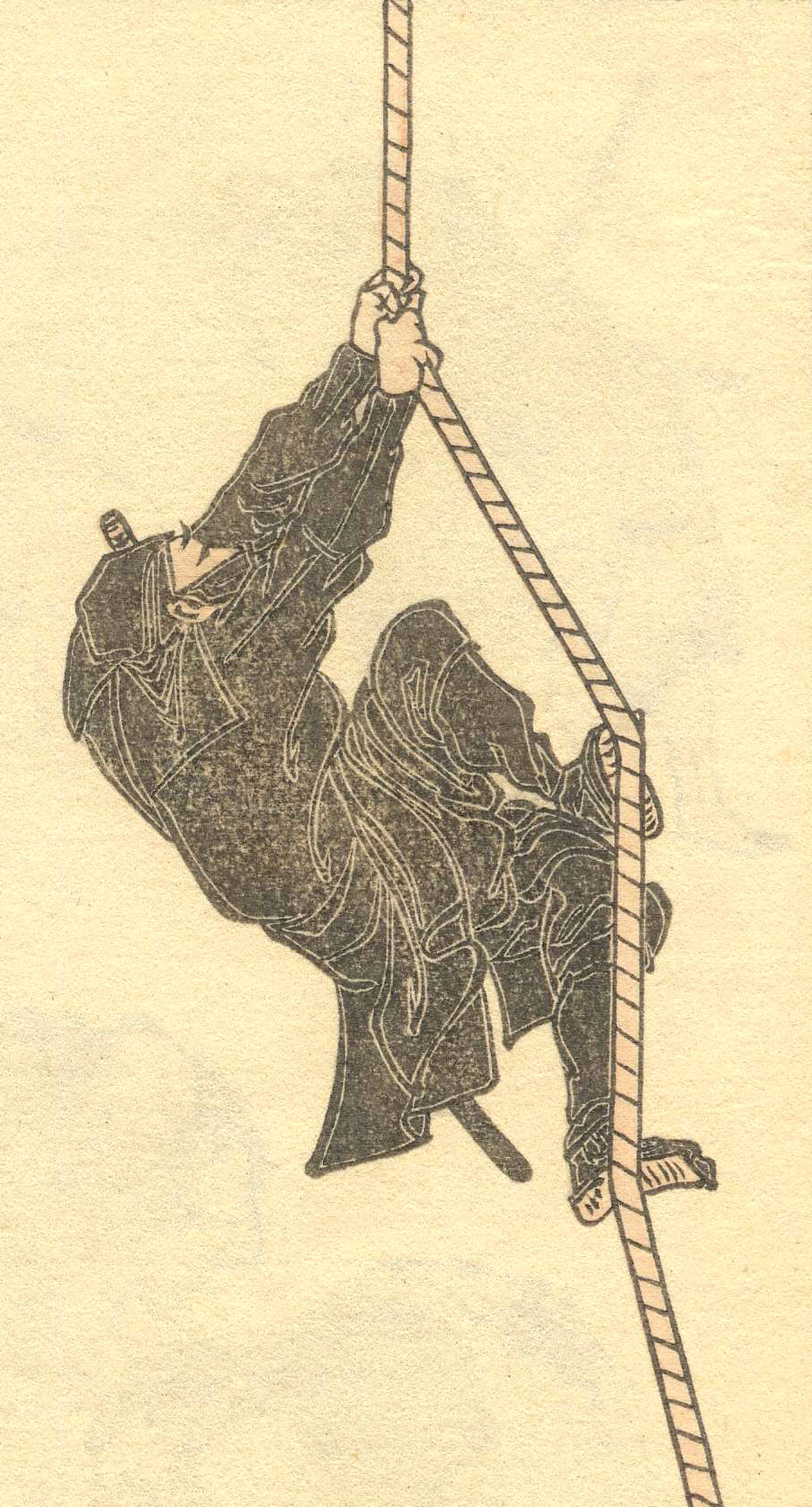
Representació d'un ninja pujant per una corda vestit des del punt de vista de la cultura occidental.

En la cultura popular i les pel·lícules de ficció, els ninges s'identifiquen per la seva vestimenta i normalment com a criminals i assassins silenciosos que llancen shuriken mentre fan acrobàcies increïbles.
El primer contacte que va haver-hi amb occident en mitjans de comunicació massius amb aquests misteriosos personatges va ser el 1964 amb la novel·la de James Bond You only live twice (Només es viu dues vegades), que més tard el 1967 es convertís en pel·lícula, la qual va ser coneguda amb el mateix títol Només es viu dues vegades, aquesta pel·lícula impulsà el primer «boom» dels ninges als Estats Units.
Després de la gran difusió i l'auge que van viure les arts marcials als Estats Units i a occident de la mà de Bruce Lee, va venir un segon boom dels ninges que inicià el 1981 amb la pel·lícula Enter the Ninja, dirigida per Menahem Golan i protagonitzada per Franco Nero, Susan George i Shō Kosugi.
A la dècada de 1990 el tòpic dels ninges es va traslladar del cinema i la televisió a les caricatures, amb l'entrada de la popular sèrie Les tortugues ninja i partir d'aquest moment les aparicions dels ninges s'han tornat freqüents en els diferents mitjans de comunicació.

### Novel·les
Són diverses les obres literàries, ja sigui històriques o fantàstiques, que prenen aquest tema, tant d'escriptors japonesos com estrangers. Moltes d'elles han estat adaptades posterior a la seva publicació ja sigui en manga, anime, com en el cas de la novel·la El castell de l'Òliba (Fukurō no Shiro) de l'escriptor Ryōtarō Shiba (autor també d'una col·lecció d'històries curtes anomenades Saigo no Igamono), la qual va ser adaptada al cinema en una pel·lícula del mateix nom. Dins de les novel·les que van ser adoptades pel manga es compta amb Kage Kara Mamoru!, que originalment era una sèrie de novel·les.
Entre les novel·les històriques hi ha Els rotlles dels ninja Koga (Koga Ninpōchō) de Fūtarō Yamada, on la temàtica se centra en els dos clans ninges rivals: els Iga i els Koga.
Alguns autors estrangers també han utilitzat als ninges dins de les seves narratives. Ian Fleming es va basar en aquesta figura en la novel·la You only live twice, així com James Clavell, escriptor australià, va recórrer als shinobi en els darrers capítols del seu llibre: Shōgun: A novel of Japan.

### Còmics i sèries de televisió
Una de les franquícies de sèries de còmics i sèries televisives més importants és les Tortugues Ninja, on els quatre personatges principals són ninges i cadascuna de les tortugues és anomenada en honor d'artistes famosos del Renaixement: Leonardo (Leonardo da Vinci), Rafael (Raffaello Sanzio), Michelangelo (Michelangelo Buonarroti), i Donatello (Donatello di Betto Bardi). Una altra sèrie que es va dotar de l'element dels ninges era la dels G.I. Joe, que originalment eren figures d'acció que comercialitzava la companyia Hasbro i més tard es va fer el còmic. Molts dels seus personatges estan influenciats pels ninges, com ara Scarlett, Snake-Eyes, Storm Shadow, Jinx, Kamakura, Firefly i el clan ninja Arishikage.
El cèlebre Kozure Okami (en cat., "El llop solitari i el seu cadell") creat per Kazuo Koike i Goseki Kojima representa les aventures del botxí oficial del shogun, Ogami Itto, que arran d'una conspiració palatina on perd la seva esposa, fuig a la carretera amb el seu fill, perseguit incansablement pels assassins del clan Yagyu encarregats d'eliminar-lo. L'obra -142 capítols dividits en 28 volums- ofereix una visió completa del codi d'honor, les conductes -i semblances- entre samurais i ninges, així com de l'entorn social de l'època. Va ser portada al cinema en diverses ocasions.
La sèrie animada Pucca mostra tot un poble amb habilitats ninja incloent-hi a la protagonista i el seu home "estimat".

### Manga i Anime
Dins dels manges sobresurt Naruto (ナルト), creat per Masashi Kishimoto, el qual va ser més tard dut a l'anime. Naruto tracta sobre un ninja adolescent anomenat Naruto Uzumaki i va aparèixer publicat per primera vegada per Shūeisha el 1999 en el número 43 de la revista Shōnen Jump al Japó, i en ella continua la seva edició amb un capítol per setmana, recopilat en 70 volums fins al moment. Entre altres sèries destaquen Azumi, Ninja Scroll, Rantaro, Hattori, el ninja, Basilisk. Un dels manges amb més èxit de la dècada dels seixanta va ser "Kamui, El Ninja Desertor" escrit i dibuixat per Sanpei Shirato.

### Pel·lícules japoneses
Va ser durant la dècada de 1960 en què els shinobi es van fer veritablement populars al Japó en llibres, revistes, sèries de televisió i pel·lícules. Des de llavors han sorgit una gran quantitat de pel·lícules que van des dels drames històrics (en la seva majoria pel·lícules en blanc i negre) fins a les fantàstiques. Entre les més representatives es destaquen Kagemaru del Clan Iga (Iga no Kagemaru), Guerres Ninja (Iga Ninpo-cho), El Castell de l'Òliba (Fukurō no Shiro) (basada en la novel·la del mateix nom), Els Ninja del shogun (Ninja Bugeicho Momochi Sandayu), una pel·lícula ambientada en el període Azuchi-Momoyama de 1980 i més recentment Shinobi: Heart Under Blade (Shinobi), una pel·lícula del 2005 basada en la novel·la Koga Ninpōcho.

### Pel·lícules no japoneses
Existeix una gran quantitat de pel·lícules realitzades fora del Japó ja siguin paròdies, d'humor, històriques o fantàstiques, la majoria d'elles provinents del cinema de Hollywood, sent la primera Només es viu dues vegades, basada en el llibre homònim del famós personatge James Bond.
Algunes de les pel·lícules més famoses durant els anys 1980 són Enter the Ninja del 1981, Venjança del ninja del 1983 o Ninja Americà del 1985, gairebé totes busquen emfatitzar l'aspecte de les arts marcials. Ja a començaments de la dècada del 1990 van sorgir pel·lícules còmiques, com 3 Ninjas del 1992, on els principals personatges eren tres nois que el seu avi els entrenava en el ninjutsu o Un ninja de Beverly Hills del 1997.
Una altra pel·lícula d'alt èxit va ser L'últim samurai del 2003, protagonitzada per Tom Cruise i en la qual un poble rebel samurai és atacat per un grup de ninges. En aquest film es mostren tots els estereotips que el món occidental té dels ninges.

### Videojocs
Al videojoc de lluita Mortal Kombat permet jugar amb personatges d'entre els quals hi ha que són ninges.

## Museus
Al Japó hi ha diversos museus o parcs temàtics dedicats als ninges, encara que sens dubte a causa de la seva importància històrica el lloc més important es troba a Iga-Ueno a la Prefectura de Mie.
- Museu Iga-ryu Ninja - En els jardins del castell Ueno hi ha una autèntica casa ninja que va ser reubicada d'un poble proper i reconstruïda, a més d'un museu. Durant el mes d'abril es porta a terme en el lloc el «festival anual del ninja» en què es fan representacions i demostracions.[84][85]
- Ninja Koka Ninjutsu Mura - A la Prefectura de Shiga hi ha aquest parc temàtic dedicat als ninges.[86]
- Noboribetsu Date Jidai Mura - És un parc històric inspirat en el període Edo que inclou atraccions com teatre de samurais i ninges a Hokkaido.[87]
- Nikko Edo Mura - És un parc històric amb arquitectura tradicional que compta amb show de ninges ubicat a la Prefectura de Tochigi.[88]
- Temple Sain (Sainenji) - En els jardins d'aquest temple budista es troben les restes de Hattori Hanza i dins d'un dels seus vestíbuls es troba la seva llança preferida.[89][90]